# Dania w Konkursie Piosenki Eurowizji
Dania uczestniczy w Konkursie Piosenki Eurowizji od 1957 i do tej pory wzięła w nim udział 50 razy. Od czasu debiutu konkursem w kraju zajmuje się nadawca publiczny DR.
Reprezentant Danii wybierany jest w trakcie koncertu Dansk Melodi Grand Prix. W 1965 przedstawicielka kraju na konkurs, Birgit Brüel z piosenką „For din skyld”, została wybrana wewnętrznie przez władze telewizji.
Dania trzykrotnie wygrała finał konkursu: w 1963 (Grethe i Jørgen Ingmann z piosenką „Dansevise”), 2000 (Olsen Brothers z „Fly on the Wings of Love”) i 2013 (Emmelie de Forest z „Only Teardrops”). Telewizja duńska trzy razy była gospodarzem: w 1964, 2001 i 2014. Wszystkie trzy konkursy odbyły się w Kopenhadze.
W 1967 telewizja DR wycofała się z udziału w konkursie i powróciła do niego dopiero w 1978. Z powodu słabych wyników nie wystawiła swojego reprezentanta także na konkursy w 1994 i 1998.
Dania była gospodarzem koncertu Gratulacje: 50 lat Konkursu Piosenki Eurowizji, zorganizowanego w 2005 z okazji 50-lecia Konkursu Piosenki Eurowizji. Podczas wydarzenia wybrany został najlepszy utwór w historii konkursu; szóste miejsce w plebiscycie zajął duński utwór „Fly on the Wings of Love” Olsen Brothers.

## Historia Danii w Konkursie Piosenki Eurowizji

### Lata 50.
Nadawca duński chciał wystąpić podczas pierwszego Konkursu Piosenki Eurowizji w 1956, ale władze telewizji nie zgłosiły na czas konkursowego utworu.

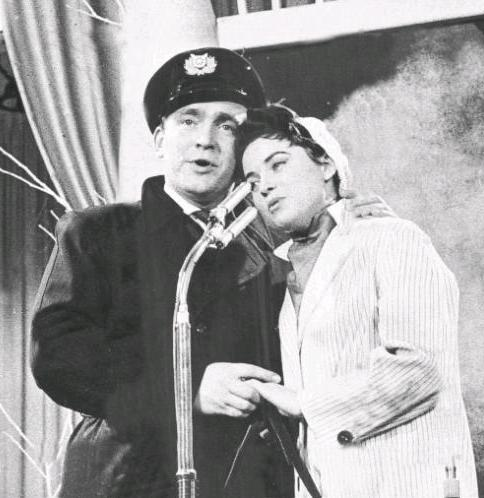
Birthe Wilke i Gustav Winckler podczas występu w 2. Konkursie Piosenki Eurowizji, marzec 1957

Telewizja DR zadebiutowała w konkursie w 1957 podczas 2. Konkursu Piosenki Eurowizji organizowanego we Frankfurcie nad Menem. Na reprezentantów kraju zostali wybrani Birthe Wilke i Gustav Winckler, którzy 17 lutego wystąpili w selekcjach Dansk Melodi Grand Prix, mających na celu wyłonienie ich eurowizyjnej propozycji. Spośród 117 zgłoszeń w finale zaprezentowano sześć: „Chanson Ordinaire” i „Hele Verden Venter På Vår” (wykonane solowo przez Wilke), „Fata Morgana” i „Længslernes Veje” (solowo przez Wincklera) oraz „Kærlighedens Cocktail” i „Skibet skal sejle i nat” (zaśpiewane w duecie). 10-osobowa komisja jurorska zdecydowała o wygranej piosenki „Skibet skal sejle i nat”. Wybór spotkał się z negatywnymi komentarzami widzów oraz prasy, która uznała piosenkę za „niemającą iskry”. 3 marca wystąpili podczas finału konkursu jako dziewiąty w kolejności i zajęli trzecie miejsce po zdobyciu 10 pkt. Para zakończyła występ kilkunastosekundowym pocałunkiem, który wywołał kontrowersje w niektórych państwach. Powodem jego długiego trwania był brak wcześniej umówionego sygnału od producenta, który miał zakończyć pocałunek.
W 1958 telewizja DR wystawiła reprezentanta na 3. Konkurs Piosenki Eurowizji. Podobnie jak rok wcześniej, do finału Dansk Melodi Grand Prix zakwalifikowano sześć piosenek. 16 lutego 1958 w Kopenhadze wystąpili: Raquel Rastenni (z utworami „Jeg rev et blad ud af min dagbog” i „Refræn”), Bent Weidich („Nanina”), Preben Uglebjerg („Evas lille sang”), Preben Neergaard („Mit gamle hakkebræt”) oraz Birthe Wilke i Gustav Winckler („For altid”). Reprezentanta Danii wytypowała 10-osobowa komisja sędziowska, która wybrała Raquel Rastenni z piosenką „Jeg rev et blad ud af min dagbog”. 12 marca wystąpiła w finale konkursu jako szósta w kolejności i zajęła ósme miejsce, zdobywszy trzy punkty.

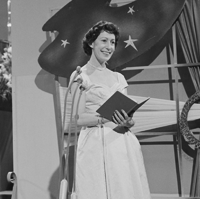
Raquel Rastenni podczas występu w finale 3. Konkursu Piosenki Eurowizji, marzec 1958

W 1959 stacja DR wysłała reprezentanta na 4. Konkurs Piosenki Eurowizji organizowany w Cannes. Finał Dansk Melodi Grand Prix odbył się 11 lutego, wystartowali w nim: Grete Klitgaard, Gustav Winckler, Preben Uglebjerg i Birthe Wilke, którzy wykonali łącznie sześć piosenek: „Engang bli’r det forår igen” (Winckler), „Jeg er på vej til dig” (Uglebjerg), „Uh – jeg ville ønske jeg var dig” (Wilke), „Alt, hvad der er værd at få” (Klitgaard i Winckler), „Det første lille kys” (Klitgaard) i „Latinersangen” (Wilke i Uglebjerg). Jurorzy (Kai Mortensen, Ole Mortensen, Axel Thingsted i Walther Schrøder) wytypowali piosenkę „Uh, jeg ville ønske jeg var dig” wykonywany przez Wilke, która 11 marca wystąpiła jako druga w kolejności podczas finału i zajęła piąte miejsce po zdobyciu 12 pkt.

### Lata 60. i 70.
W 1960 przedstawicielem DR podczas 5. Konkursu Piosenki Eurowizji został zwycięzca eliminacji Dansk Melodi Grand Prix 1960, których finał rozegrano 4 marca w kopenhaskim Radiohuset. W finale selekcji wystąpili: Otto Hænning, Katy Bødtger, Otto Brandenburg, Inge Strauss, Grethe Sønck, Peter Sørensen i Gustav Winckler. Komisja sędziowska (Børge Nordlund, Poul Clemensen, Erik Kaare, Peter Deutsch, Otto Francker, Ib Glindeman i Morten Reesen) zdecydowała, że reprezentantem kraju w konkursie będzie Bødtger z piosenką „Det var en yndig tid”. 29 marca zajęła 10. miejsce po zdobyciu czterech punktów.
W 1961 stacja DR wysłała przedstawiciela na 6. Konkurs Piosenki Eurowizji. Reprezentant został wybrany w trakcie koncertu Dansk Melodi Grand Prix 1961, rozgrywanego 19 lutego 1961 we Frederice. O udział w konkursie ubiegało się siedmiu kandydatów. Decyzją jurorów, po zdobyciu 14 pkt, na konkurs oddelegowany został Dario Campeotto z piosenką „Angelique”. 18 marca wystąpił w finale konkursu i zajął piąte miejsce po zdobyciu 12 pkt.

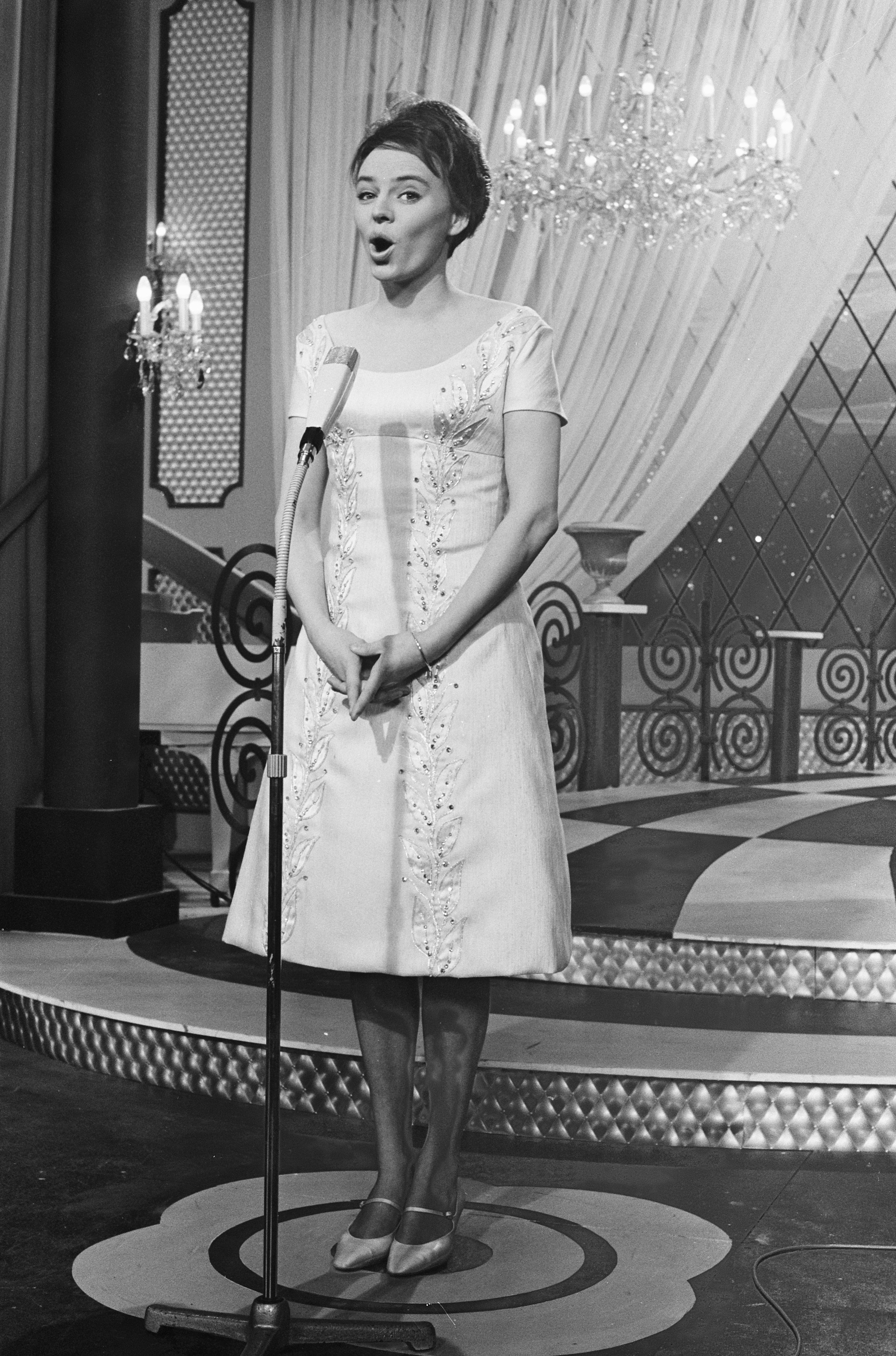
Ellen Winther podczas występu w finale konkursu w 1962

W 1962 reprezentantem Danii w finale 7. Konkursie Piosenki Eurowizji organizowanego w Luksemburgu został laureat selekcji Dansk Melodi Grand Prix, do których zgłoszono 463 propozycji. 11 lutego 1962 w kopenhaskim Tivolis Koncertsal odbył się finał eliminacji, w którym wystąpiło pięciu wykonawców: Chris Dane, Ellen Winther, Baard Owe, Birthe Wilke i Dario Campeotto. Szóstą uczestniczką miała być Gitte Hænning, ale niedługo przed koncertem została zdyskwalifikowana za złamanie regulaminu – kompozytor piosenki „Jeg snakker med mig selv” został przyłapany na pogwizdywaniu w rytm utworu w stołówce DR, co uznano za naruszenie regulaminu, zabraniającego wykonywania publiczne konkursowych propozycji przez finałem selekcji. Otto Francker, współtwórca utworu i zarazem organizator Dansk Melodi Grand Prix, zagroził, że jeśli piosenka nie znajdzie się na liście uczestników, to koncert się nie odbędzie. Doszło do kompromisu, a Hænning zaśpiewała utwór poza konkursem, w trakcie przerwy na głosowanie. Finał selekcji wygrała Ellen Winther z piosenką „Vuggevise”. 18 marca wystąpiła na Eurowizji jako piąta w kolejności i zajęła 10. miejsce, zdobywszy dwa punkty.

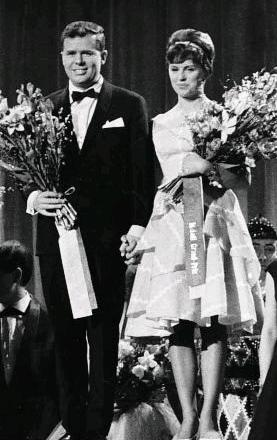
Jørgen i Grethe Ingmannowie, zwycięzcy 8. Konkursu Piosenki Eurowizji, marzec 1963

W 1963 reprezentantem Danii w 8. Konkursie Piosenki Eurowizji został zwycięzca Dansk Melodi Grand Prix 1963, którego finał odbył się 24 lutego w Tivolis Koncertsal. Wystąpiło w nim ośmiu wykonawców, wyłonionych spośród 404 zgłoszeń: Melody Mixers, Dario Campeotto, Gitte Hænning, Bjørn Tidmand, Grethe Sønck, Preben Mahrta, Birthe Wilke oraz Grethe i Jørgen Ingmannowie. Największą liczbę 44 pkt od jurorów zdobyli Ingmannowie za piosenkę „Dancevise”. Finał selekcji poprowadziła Marianne Birkelund. 23 marca duet wystąpił z ósmym numerem startowym w finale konkursu organizowanym w Londynie, zdobyli łącznie 42 pkt, dzięki czemu zajęli pierwsze miejsce. Z powodu zamieszania związanego z nieprawidłowym podaniem głosu przez norweskiego sekretarza Roalda Øyena podważano sprawiedliwość wygranej pary. EBU uznała duński wynik za prawidłowy, ogłaszając duet zwycięzcą konkursu.
W 1964 po raz pierwszy w historii Dansk Melodi Grand Prix reprezentanta Danii w 9. Konkursie Piosenki Eurowizji wyłonili telewidzowie, którzy oddawali głosy za pomocą kart pocztowych. 15 lutego w finale wystąpiło dziewięciu uczestników: Bjørn Tidmand, Raquel Rastenni, Otto Brandenburg, Grethe Morgensen i Dario Campeotto oraz duety: Else i Preben Oxbøl, Vivian i Berit, Grethe Sønck i Gustav Wincker oraz Grethe Thordahl i Frederik. Największą liczbę 101,171 z 233,465 głosów otrzymał Bjørn Tidmand z piosenką „Sangen om dig”, zostając reprezentantem gospodarza Eurowizji 1964, której finał odbył się 21 marca w Tivolis Koncertsal. Zajął dziewiąte miejsce z czterema punktami na koncie.
W 1965 reprezentant Danii podczas 10. Konkursu Piosenki Eurowizji został wyłoniony wewnętrznie przez DR. 18 lutego w siedzibie radia Studio 2 odbyło się spotkanie, podczas którego komisja jurorska (Eivind Helsted, Ib Glindemann, Mogens Kilde oraz Peder Holm) wybrała zwycięzcę spośród ośmiu propozycji napisanych przez zaproszonych kompozytorów. Na konkurs została oddelegowana Birgit Brüel z utworem „For din skyld”, z którym 20 marca zajęła siódme miejsce w finale Eurowizji, zdobywszy 10 pkt.
Przed konkursem w 1966 stacja DR powróciła do formatu Dansk Melodi Grand Prix, zrezygnowała jednak z wyboru zwycięzcy poprzez wysyłanie kart pocztowych. Finał selekcji, który prowadziła Annette Faaborg, odbył się 6 lutego w Tivolis Koncersal. Zakwalifikowano do niego sześć utworów: „Salami” Gustava Wincklera, „Melodien kan findes” Annette Blegvad, „Mon Coeur” Sussie Faber, „Hjerte for hjerte” Dario Campeottego, „Lille veninde” Ib Hansen oraz „Stop, mens legen er god” Ulli Pii, której sędziowie przyznali najwięcej punktów (27) i tytuł reprezentantki kraju podczas 11. Konkursu Piosenki Eurowizji. 5 marca wystąpiła w koncercie finałowym i zdobyła cztery punkty, kończąc udział na 14. miejscu.
Przed konkursem w 1967 stacja DR poinformowała, że nie weźmie udziału w 12. Konkursie Piosenki Eurowizji. Prawdopodobnym powodem rezygnacji kraju z konkursu było objęcie stanowiska dyrektora zarządu telewizji przez Jørgena Ifversena, który uznał konkursu za „rozrywkę, na którą nie warto wydawać pieniędzy”. Kraj nie uczestniczył w konkursie do 1978. W 1978 prezes DR – Niels Kaiser – ogłosił powrót kraju na Eurowizję po 11 latach przerwy i jednocześnie potwierdził organizację programu Dansk Melodi Grand Prix wyłaniającego reprezentanta Danii podczas 23. Konkursu Piosenki Eurowizji. Do selekcji zgłosiło się 359 kandydatów, którzy w sumie zaproponowali 518 utworów. 25 lutego w finale wystąpili: Grethe Ingmann, Ulla „Sniff” Neumann, Daimi i Birds of Beauty, duet Olsen Brothers, zespół Flair oraz grupa Mabel, która wygrała eliminacje z utworem „Boom Boom”, który zdobył 46 pkt od komisji sędziowskiej (Willy Grevelund, Preben Kaas, Dan Turèll, Ole Schmidt i Jørgen De Mylius). Zespół wystąpił w finale Eurowizji 1978, odbywającej się w Paryżu, i zdobył 13 pkt, dzięki czemu zajął 16. miejsce na 20 uczestników.
W finale Dansk Melodi Grand Prix wzięło udział 17 uczestników: Pia Dalsgaard i Thorstein Thomsen, Rasmus Lyberth, Allan Mortensen, Pierre Dørger, Jannie Høeg, Olsen Brothers, Grethe Ingmann i Bjarne Liller P, Tamra Rosanes, Tommy Seebach, Mona Larsen, Mabel, Lecia i Lucienne Ltd., Pia i Ina Rosenbaum, Nis P. Jørgensen, Kim Larsen, Anette Toft oraz Annika Hoydal. W przeciwieństwie do poprzednich lat, podczas eliminacji w 1979 wszystkie piosenki konkursowe nagrane zostały wcześniej na taśmie, a uczestnikom nie towarzyszyła orkiestra na żywo. Koncert odbył się w siedzibie DR, a prowadzącymi zostali Jørgen Mylius oraz Erling Bundgaard. Po raz pierwszy użyto techniki komputerowego zliczania głosów, jednak nie zadziałała ona podczas transmisji na żywo. Jurorzy regionalni przyznali po 82 pkt dwóm kandydatom: Seebachowi oraz duetowi Ingmann i Liller P. W rundzie rozstrzygającej remis wygrała propozycja Seebacha „Disco Tango” (przewaga 51:36). Po finale eliminacji pojawiły się doniesienia o popełnieniu plagiatu przez zwycięzcę. „Disco Tango” porównano do piosenki „Paint It, Black” zespołu The Rolling Stones oraz „Tango Jealousie” Gade. Kompozycja ostatecznie została dopuszczona do udziału w 24. Konkursie Piosenki Eurowizji, który odbył się 31 marca w Binyanei Ha’ouama Centre w Jerozolimie. Seebach zdobył w finale łącznie zdobył 76 pkt, w tym maksymalną liczbę 12 pkt od Grecji i Izraela, kończąc udział na szóstym miejscu.

### Lata 80.
W 1979 telewizja potwierdziła udział w 25. Konkursie Piosenki Eurowizji oraz wyłonienie reprezentanta poprzez eliminacje Dansk Melodi Grand Prix 1980. W finale wystąpiło 12 kandydatów: Vivian Johansen, Tommy P, Lollipops, Breuning, Bamses Venner, Grethe Ingmann i Rainbow, Daimi, Birthe Kjær i Henning Vilén, Olsen Brothers, McKinleys, Allan Mortensen i Hans Mosters Vovse oraz Lecia i Lucienne. Zwycięzcę wybrała publiczność zasiadająca w Falkonér Theatre w Kopenhadze. Najwięcej punktów (84) otrzymał zespół Bamses Venner z utworem „Tænker altid på dig”. Grupa składała się z czterech muzyków – Flemminga Jørgensena, Mogensa Balle’a, BjArne’a Greena i Arne Østergaarda. 19 kwietnia wystąpili w finale Eurowizji 1980 w Hadze i zdobyli 25 pkt, plasując się na 14. miejscu.

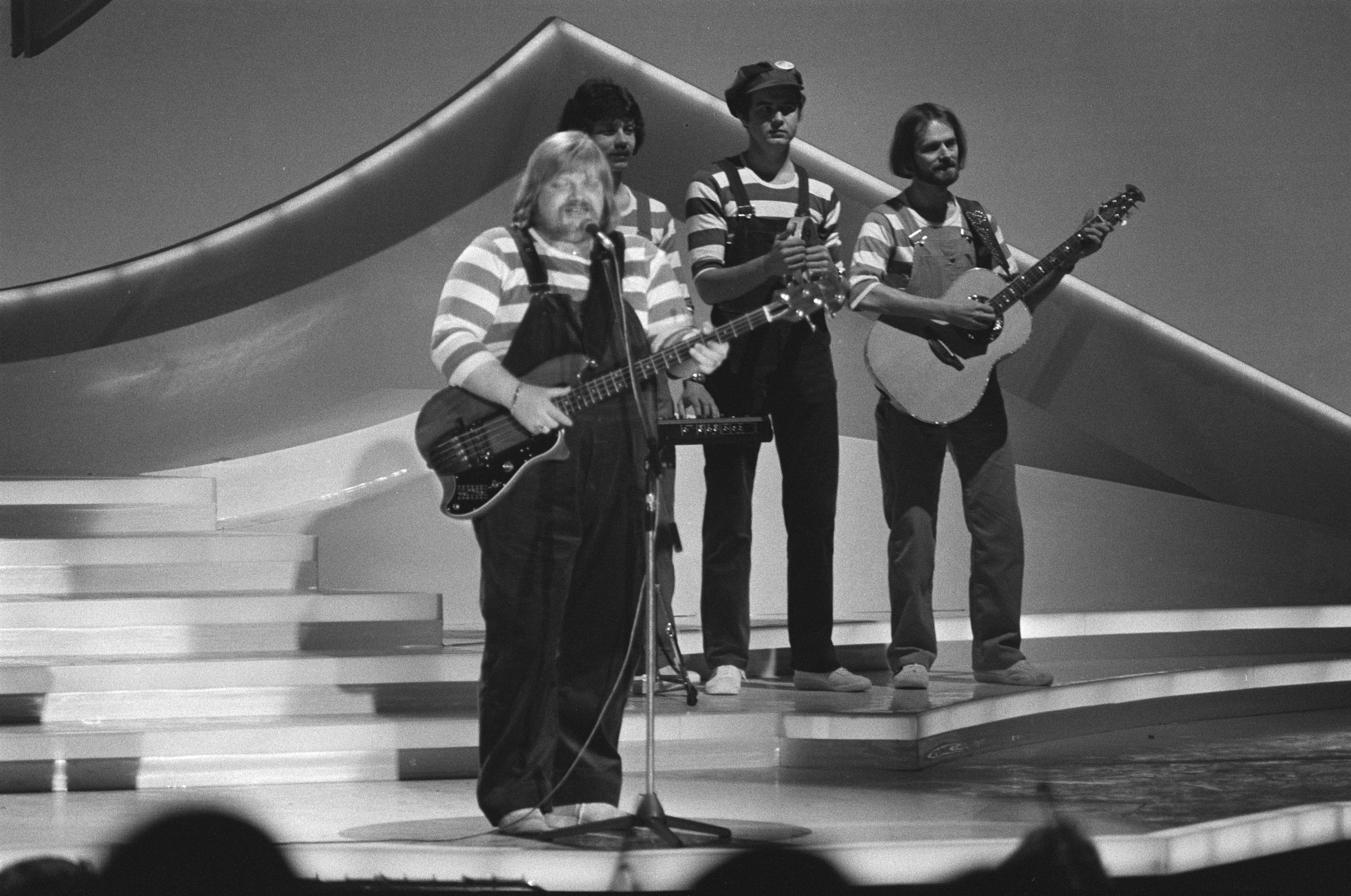
Bamses Venner podczas występu w finale 25. Konkursu Piosenki Eurowizji, kwiecień 1980

W finale Dansk Melodi Grand Prix 1981, który odbył się 28 lutego w Resturant Valencia w Kopenhadze, zaprezentowało się pięcioro uczestników: Hans Mosters, Anniqa, Theis Jensen, Carsten Elmer i Jørgen Klubin oraz Tommy Seebach i Debbie Cameron. Początkowo w konkursie wystąpić miała także Gitte Hænning, jednak w ostatniej chwili wycofała się z udziału. Reprezentanta Danii wybrało 120 zaproszonych przez DR gości, którzy największą liczbę 441 pkt przyznali duetowi Seebach i Cameron oraz ich piosence „Krøller eller ej”. 4 kwietnia 1981 wystąpili w finale 26. Konkursu Piosenki Eurowizji i zdobyli 41 pkt, w tym najwyższą notę 12 pkt od Belgii, zajmując 11. miejsce. Niezadowolona z wyniku Cameron oskarżyła organizatorów o zakłócenie dźwięku podczas występu, poza tym skrytykowała zwycięzców konkursu, formację Bucks Fizz z Wielkiej Brytanii, a w wydanej w 2010 książce Seebacha przyznała, że szef telewizji BBC zdradził jej, jakoby problemy technicznie podczas występów faworytów (czyli nie tylko Danii, ale też Izraela i Niemczech) specjalnie nie były rozwiązywane, aby reprezentanci Wielkiej Brytanii mieli większe szanse na zwycięstwo.
Finał 14. Dansk Melodi Grand Prix odbył się 13 marca 1982 w Studie 3. Do udziału zgłosiło się 370 uczestników, którzy łącznie wysłali do siedziby nadawcy 566 utworów. Ostatecznie w rundzie finałowej zaprezentowało się dwunastu kandydatów: Brixx, Tommy Seebach Band, Jacob Groth Band, Fenders, Carsten Elmer i Jørgen Klubin, Käte Sievert i Per Damgaard, Jannie Høeg, Taxi, Anne Karin i Peter Belli. 45 jurorów, podzielonych na pięć regionalnych ośrodków, największą liczbę 55 pkt oddało na propozycję „Video, Video” grupy Brixx, w której skład weszli Jens Brixtofle, John Hatting, Torben Jacobsen, Steen Ejler Olsen i Bjørn Holmgård Sørensen. 24 kwietnia kwartet wystąpił w finale 27. Konkursu Piosenki Eurowizji, jednak nowoczesne brzmienia użyte w piosence „Video, Video” nie zdobyły większego uznania europejskich jurorów, bowiem przyznali oni Danii jedynie 5 pkt, tym samym reprezentacja zajęła przedostatnie, 17. miejsce w konkursie.
Do udziału w Dansk Melodi Grand Prix 1983 zgłoszono 763 utwory, a do finału, organizowanego 5 marca, zakwalifikowano 10 z nich. Z rywalizacji została zdyskwalifikowana piosenka „Hvis jeg bare vidste” Henry’ego, ponieważ złamała regulamin konkursu – została zaprezentowana w radiu przed finałem selekcji. Podobnie jak rok wcześniej, o wygranej zdecydowało 45 jurorów podzielonych na pięć regionalnych ośrodków. Największą liczbę 60 pkt przyznali Gry Johansen i utworowi „Kloden drejer”, z którym 23 kwietnia wystąpiła w finale 28. Konkursu Piosenki Eurowizji w Monachium i zdobyła 16 pkt, plasując się na 17. miejscu w rankingu.
Do napisania utworów do Dansk Melodi Grand Prix 1984 zaproszono 132 kompozytorów, którzy nadesłali w sumie 115 utworów. Pięcioosobowa komisja sędziowska w składzie Claus Hagen-Petersen, Henrik Krogsgaard, Monica Krogh Meyer, Michael Juul Sørensen i Jørgen De Mylius wyłoniło spośród nich dziesięć kompozycji, które 14 lutego 1984 w studiu Eldorados zaprezentowali: Trax, Regnar Egekvist, Snapshot, Lecia Jønsson, Lollipops, Shelia (Lone Christensen), Boulevard, John Hatting, Tommy Seebach Band oraz duet Hot Eyes. Koncert poprowadził Jørgen De Mylius. Zwycięzcę wybrało 55 sędziów podzielonych na ośrodki regionalne. W finale zwyciężył duet Hoe Eyes (Kirsten Siggard i Søren Bundgaard), który za utwór „Det’ lige det” zdobył 47 pkt, jeden punkt więcej od zdobywczyni drugiego miejsca – Christensen. Podczas występu Siggard wepchnęła swojego partnera do basenu, jednak już podczas finału 29. Konkursu Piosenki Eurowizji tego triku nie zastosowano. 5 maja duet wystąpił w finale Eurowizji i zdobył 101 pkt (w tym dwie najwyższe noty 12 pkt od Norwegii i Wielkiej Brytanii), zajmując czwarte miejsce.
17. Dansk Melodi Grand Prix zorganizowany został 9 marca 1985 w Danske Filmstudier i Lyngby w Kopenhadze. W finale udział wzięło 10 uczestników, których komisja sędziowska (Lene Andersen, Jannie Høeg, Henrik Krogsgaard, Michael Juul Sørensen, Claus Hagen-Petersen, Jørgen De Mylius) wyłoniła spośród 186 zgłoszeń. Koncert finałowy prowadził Jørgen De Mylius, a o zwycięzcy eliminacji zdecydowało 55 sędziów podzielonych na ośrodki regionalne. Największą liczbę 58 pkt otrzymał za piosenkę „Sku’ du spørg’ fra no’en?” duet Hot Eyes, który został pierwszym reprezentantem Danii występującym na konkursie dwa lata z rzędu. 4 maja w Scandinavium w Göteborgu duet wystąpił w finale 30. Konkursu Piosenki Eurowizji i zdobył 41 pkt, plasując się na 11. miejscu. Na scenie u boku rodziców wystąpiła wówczas 9-letnia córka wykonawców.
W 1986 nadawca DR zmienił format selekcji Dansk Melodi Grand Prix, dzieląc program na dwie rundy konkursowe, które odbyły się 22 lutego w Studie 3. Pierwszą część koncertu otworzyła grupa baletowa Louise Freverta. Podczas pierwszej części koncertu zaprezentowało się 10 uczestników: Hilda i Keld Heick, Trax, J.P. West, Lotte Rømer, Olsen Brothers, Lecia Jønsson, Hot Eyes, Lørdagskyllingerne, Fenders, Birthe Kjær. Spośród nich wyeliminowano pięciu zawodników, a pozostali zaśpiewali ponownie podczas drugiej części eliminacji, w której zwycięzcę wyłonili jurorzy – Lene Andersen, Jannie Høeh, Henrik Krogsgaard, Michael Juul Sørensen, Klaus Reitov oraz Jørgen De Mylius. Największą liczbę 29 pkt otrzymała Lise Haavik i jej zespół Trax za utwór „Du er fuld af løgn”. Piosenka „Du er fuld af løgn” została wykonana 3 maja podczas finału 31. Konkursu Piosenki Eurowizji organizowanego w Grieghallen w Bergen; zdobyła w sumie 77 pkt, zajmując szóste miejsce.
W 1987 kontynuowano nowy format selekcji Dansk Melodi Grand Prix, a finał 19. edycji konkursu odbył się 28 lutego w Tivolis Koncersal. Koncert prowadził Jørgen De Mylius. Do siedziby DR przesłano 200 utworów napisanych przez 80 kompozytorów. Do finałowej „dziesiątki” zakwalifikowały się piosenki, które zgłosili: Dorthe Kollo i Johnny Reimar, Hot Eyes, Trine Dyrholm i Moonlighters, Dario Campeotto, Hilda i Keld Heick, Lille Palle, Birthe Kjær, Tommy Seebach, Anne Cathrine Herdorf i Bandjo oraz Limelight. W drugiej rundzie jurorzy przyznali najwięcej głosów – 40 pkt piosence „En lille melodi” wykonanej przez Herdorf, która została ogłoszona reprezentantką Danii w 32. Konkursie Piosenki Eurowizji. 9 maja wystąpiła jako 19. w finale konkursu, który odbył się w Palais de Centenaire w Brukseli. Zdobyła 83 pkt, kończąc udział na piątym miejscu.
W 1988 format selekcji Dansk Melodi Grand Prix pozostał bez zmian. Do udziału w programie zgłoszono 741 utworów, spośród których trzy zdyskwalifikowano: „Kobberbryllup-boggie” posądzono o naruszenie praw autorskich i porównano do piosenki „E’de’ det här du kallar kärlek” Moniki Törnell i Lasse Holma, a „Natalie” i „Start nu” zostały zgłoszone przez Borana Mounzersa, który przy rejestracji nielegalnie podał imiona swoich dzieci, aby mieć większą szansę na występ w eliminacjach. W pierwszej rundzie selekcji, który odbyły się 27 lutego 1988 w Studie 3, wystąpiło 10 finalistów: Anne Mette i zespół Hip-Hop, Paul Mathiesen, Snapshot, Stig Rossen, Anne Marie Busk, Lulu, Henriette Lykke, Anne Karin, Susanne Winstrøm i Sirius oraz Kirsten Siggard i Søren Bundgaard (duet Hot Eyes). Jurorzy przyznali najwięcej punktów duetowi Hot Eyes i ich piosence „Ka’ du se hva’ jeg sa'”, dzięki czemu wykonawcy wystąpili 30 kwietnia w finale 33. Konkursu Piosenki Eurowizji w Dublinie. W czasie, kiedy odbywał się konkurs, Siggard była w zaawansowanej ciąży. Za piosenkę zdobyli 92 pkt, w tym maksymalne noty 12 pkt od Austrii, Francji i Holandii, zajmując trzecie miejsce.
W 1989 format Dansk Melodi Grand Prix uległ drobnej zmianie, a organizator ograniczył program do jednej rundy. Do udziału w konkursie zaproszono prawie 200 kompozytorów, którzy nadesłali łącznie 88 piosenek. Finał selekcji odbył się 25 marca 1989 w Bella Centeret w Kopenhadze, wystąpili w nim: Birthe Kjær, Maria Cecilie Vonsild, Lars Fenger, Pia Cohn, Snapshot, Keld i Hilda Heick, Lecia Jønsson, Gry Johansen, Peter Belli i Jørgen Olsen. Koncert prowadził Jarl Friis-Mikkelsen, który po 11 latach zajął w tej roli miejsce Jørgena De Myliusa. Najwyżej ocenioną propozycją została „Vi maler byen rød” wykonywana przez Birthe Kjær, która zdobyła 32 pkt od 45 sędziów obecnych podczas koncertu w Bella Centeret. 6 maja piosenkarka wystąpiła podczas 34. Konkursu Piosenki Eurowizji. Podczas prezentacji na scenę wszedł dyrygent występu Henrik Krogsgaard, który wcielił się w rolę chórzysty i tancerza. Piosenka zdobyła w sumie 111 pkt (w tym maksymalne noty 12 pkt z Finlandii, Holandii i Szwecji), plasując się tym samym na trzecim miejscu rankingu. Po finale konkursu utwór „Vi maler byen rød” stał się przebojem w kraju, a Kjær miała wykonać go podczas koncertu Gratulacje z okazji 50-lecia istnienia Konkursu Piosenki Eurowizji, jednak problemy zdrowotne uniemożliwiły jej występ. W 2009 rozpoczęto przygotowania musicalu opartego na 20 najpopularniejszych propozycjach eurowizyjnych z Danii, a tytuł sztuki – Vi maler byen rød: The Musical – nawiązywał do utworu Kjær.

### Lata 90.
Format programu Dansk Melodi Grand Prix w 1990 zmienił się: sędziów zastąpiono wprowadzeniem głosowania telewidzów oraz przywrócono dwuetapowy finał rozgrywki. Do udziału w konkursie zgłoszono 58 utworów, spośród których wybrano 10 finalistów: Kirsten Siggard, Vocal Crew (Sidsel From, Mette Riis i Lena Brostrøm), Lecia Jønsson, Lonnie Devantier, Jørgen Olsen, Helle Guldbech, Käte i Per Damgaard, Aviaja Lumholt, Birgitte Gade i The Boyz. Rundę finałową zorganizowano 24 marca w Tivolis Koncertsal, koncert poprowadzili Birthe Kjær i Dario Campeotto. Wszystkie zakwalifikowane piosenki wykonane zostały przy akompaniamencie orkiestry pod dyrygenturą Henrika Krogsgaarda. W chórkach zaśpiewali: Lei i Lupe Moe, Jacob Launbjerg oraz Peter Busborg. W drugiej rundzie selekcji najwięcej głosów widzów (68,628) otrzymała Lonnie Devantier za piosenkę „Hallo Hallo”. Finał 35. Konkursu Piosenki Eurowizji odbył się 5 maja w Koncertna Dvorana Vatroslav Lisinski w Zagrzebiu. Devantier zdobyła w nim 64 pkt, kończąc udział na ósmym miejscu.
W 1991 finał Dansk Melodi Grand Prix odbył się na takich samych zasadach, jak rok wcześniej. Selekcje odbyły się 16 marca w Aarhus. Koncert prowadzili Camilla Miehe-Renard i Mek Pek, dyrygentem orkiestry ponownie został Henrik Krogsgaard, a w chórkach wystąpili Lei i Lupe Moe, Jacob Launbjerg oraz Peter Busborg. W finale eliminacji wystąpili: Birthe Kjær, Lise Dandanell i Lars Berthelsen, Lars Nielsen, Anders Frandsen, Käte Sivert i Per Damgaard, Helle Børgesen, Pernille Petersson, The Boyz, Annette Heick i Egil Edøen, Ulla Bjerre i Ole Bredahl oraz Anders Frandsen, który w drugiej rundzie zdobył największą liczbę głosów widzów – 3819 – za wykonanie utworu „Lige der hvor hjertet slår”. 4 maja wystąpił w finale 36. Konkursu Piosenki Eurowizji organizowanym w Studio 15 de Cinecittà w Rzymie i zajął 19. miejsce na 22. uczestników.
Selekcje Dansk Melodi Grand Prix 1992 zostały zorganizowane 29 lutego w Aalborgu według formatu, którego użyto w 1990 i 1991. Finał poprowadzili Anne-Catherine Herdorf i Anders Frandsen. W konkursie wystąpili: Bebiane Jacobsen, Dorthe Andersen, Kenny & Lotte, Anne Karin & Hans Dal, Holger Nielsen, Linda D. Vilhelmsen, Zindy Laursen, Lise Lotte Norup oraz Fenders. W finale miał wystąpić również Keld Heick, ale jego utwór „Du er mit liv” zdyskwalifikowano z powodu zbyt wczesnego zaprezentowania go publicznie. Kompozytor nie był świadomy tej publikacji, znalazł się jednak na liście finalistów. Telewizja DR zaproponowała mu zmianę piosenki na „Det vil vi da blæse på”, którą ostatecznie wykonał ze swoimi znajomymi pod nazwą Sweet Keld & Hilda Hearts. W drugiej rundzie finałowej najwięcej głosów od telewidzów (6438) otrzymał duet Nilsson & Lübcke, który wykonał utwór „Alt det som ingen ser”. 9 maja w MalmöMässan w szwedzkim Malmö wystąpili podczas finału 37. Konkursu Piosenki Eurowizji i zdobyli łącznie 47 pkt, zajmując 12. miejsce.
Duńskie preselekcje do 38. Konkursu Piosenki Eurowizji odbyły się 3 kwietnia 1993 w Kongrescenter w Odense. Koncert prowadzili Keld Heick i Kirsten Siggaard. Format eliminacji został nieco zmieniony – przywrócono głosowanie sędziów, którzy decydowali, które pięć utworów zostanie zakwalifikowanych do kolejnej rundy. O zwycięzcy decydowali telewidzowie. W finale selekcji wzięło udział 10 z 231 kandydatów, którzy zgłosili swoje utwory: Teddy Edelmann, Birgitte Gade, Gaia, Iben Plesner, Anders Nyborg, Vivian Jacobsen, Ditte Højgaard Andersen, Tine Bjerggaard & Gorm Bull Saring, Anne Karin oraz Tommy Seebach Band, który ostatecznie wygrał drugi etap z utworem „Under stjernerne på himlen”. Zdobył w sumie 16463 głosów widzów i po raz trzeci został reprezentantem Danii w konkursie. 15 maja wystąpił ze swoim zespołem jako piąty w finale Eurowizji organizowanym w Green Glens Arena w Millstreet. Otrzymał łącznie 9 pkt, zajmując 22. miejsce na 25 uczestników finału.
Ze względu na duże zainteresowanie eurowizyjnym debiutem krajów Europy Wschodniej podczas 39. Konkursu Piosenki Eurowizji, Europejska Unia Nadawców postanowiła uniemożliwić udział w konkursie sześciu państwom, które podczas konkursu w 1993 zajęły najniższe miejsca. Wśród tych krajów, obok Turcji, Słowenii, Izraela, Belgii i Włoch, znalazła się Dania. Tym samym duński nadawca po raz pierwszy w historii nie miał prawa wysłania swojego reprezentanta na konkurs, a Dansk Melodi Grand Prix nie odbył się. Aby móc powrócić do stawki konkursowej, DR musiała transmitować koncert.
W 1995 Dania wróciła do konkursu, a reprezentant kraju został wybrany w programie Dansk Melodi Grand Prix, z którego wycofano głosowanie telewidzów. W pierwszej rundzie eliminacji wzięło udział 11 uczestników: Johnny Jørgensen, Jacob Launbjerg, Missen Larsen, Søren Launbjerg, Channe Nussbaum, Mads Nørregaard, Ulla Henningsen, Master Fatman, Veronica Mortensen i Aud Wilken. Koncert odbył się 25 marca w Kopenhadze, prowadzili go Gry La Cour i Sidsel Agensø. Po pierwszej rundzie sędziowie (Søs Fenger, Sebastian, Bent Fabricius Bjerre, Monica Krogh-Meyer i Dorte Hygum) wyeliminowali sześcioro uczestników, a decydujący etap selekcji wygrała Aud Wilken z utworem „Fra Mols til Skagen”, zdobywając 46 pkt od jury. 13 maja 1995 wystąpiła podczas finału 40. Konkursu Piosenki Eurowizji, organizowanego w Point Theatre w Dublinie, i zdobyła łącznie 92 pkt (w tym maksymalne oceny od Norwegii i Szwecji), zajmując piąte miejsce.
Telewizja DR po raz kolejny zmieniła zasady programu Dansk Melodi Grand Prix, przywracając głosowanie telewidzów. 9 marca 1996 w rywalizacji konkursowej wzięło udział pięciu uczestników: Peter Belli, Channe Nussbaun, Mark Linn i duety: Jannie Høgh i Master Fatman oraz Martin Loft i Dorthe Andersen, którzy ostatecznie wygrali selekcje, zdobywając za utwór „Kun med dig” 9422 głosy. Ze względu na narastające zainteresowanie udziałem w konkursie coraz większej liczby państw, EBU postanowiła zorganizować specjalną, nietransmitowaną w telewizji rundę kwalifikacyjną, podczas której jurorzy z każdego kraju oceniali piosenki na podstawie ich wersji studyjnych. Siedem najniżej ocenionych kompozycji nie otrzymało awansu do finału 41. Konkursu Piosenki Eurowizji. Jedną z nich była duńska „Kun med dig”, która na etapie półfinałowym zajęła 25. miejsce z 22 pkt.
1 marca 1997 w Kopenhadze odbył się 28. finał Dansk Melodi Grand Prix, w której wzięło udział 10 finalistów wyłonionych spośród 670 zgłoszeń: Lars Nielsen, Gry Harrit, Gorm Bull Sarning, Maria Abel, Stay Tuned, Dennis Adamsen Jensen, Kølig Kaj, Jette Torp, Hans Olseni Lei Moeto. Dyrygentem orkiestry został Jan Glæsel, a w chórkach wystąpili: Lise Dandanell, Bobo Moreno, Susanne Carstensen i Jorn Lindorph. Podczas eliminacji odbyła się tylko jedna runda głosowania, a największą liczbę 5695 pkt zdobył hip-hopowy utwór „Stemmen i mit liv” Køliga Kaja. Raperowi na scenie towarzyszyła Christina Juul Hansen. 3 maja wystąpił podczas 42. Konkursu Piosenki Eurowizji organizowanego przez Irlandię. Zdobył 25 pkt i zakończył udział na 16. miejscu w finale.
W 1998 EBU wprowadziła nowe zasady, które uniemożliwiały udział w 43. Konkursie Piosenki Eurowizji krajom, które w ciągu pięciu ostatnich lat osiągnęły najniższe wyniki. Tym samym Dania nie została dopuszczona do udziału w konkursie ze względu na dwukrotny brak reprezentanta oraz słabe rezultaty w konkursach w latach 1995–1997. Duński nadawca transmitował finał konkursu. Po rocznej przerwie Dania powróciła do udziału w konkursie w 1999. Krajowa telewizja zorganizowała selekcje Dansk Melodi Grand Prix 1999 ze zmienionym formatem. Eliminacje poprowadził Keld Heick, a o zwycięzcy zdecydowali zarówno sędziowie (Anders Frandsen, Carola, Johnny Reimer, Anne Catrine Herdorf, Ann-Louse, Alex Nyborg Madsen), jak i telewidzowie. W finale, który odbył się 13 marca, wzięło udział pięciu kandydatów: Stine Findsen, Clark Best, Jacob Haugaard, Susanne Marcussen oraz duet Michael Teschl i Trine Jepsen, którzy wygrali eliminacje, zdobywając za utwór „Denne Gang” 60 pkt i tym samym możliwośćudziału w finale 44. Konkursu Piosenki Eurowizji organizowanego 29 maja w Usshishkin Hall w Jerozolimie. W związku ze zniesieniem przez EBU zasady nakazującej każdemu reprezentantowi śpiewanie w swoim ojczystym języku, Dania postanowiła wysłać na finał konkursu anglojęzyczną wersję piosenki – „This Time (I Mean It)”. Zdobyła 71 pkt, w tym najwyższą notę od Islandii, zapewniając duetowi ósme miejsce. Dania po raz pierwszy zastosowała w konkursie metodę głosowania audiotele.

### Lata 2000.
Format finału duńskich selekcji Dansk Melodi Grand Prix 2000 ponownie został zmodyfikowany, powrócono do organizacji dwóch rund głosowania. Eliminacje zorganizowano 19 lutego w Cirkusbygningen w Kopenhadze, prowadzącymi zostali Natasja Crone i Michael Carøe. W pierwszej rundzie finałowej wzięło udział dziesięciu uczestników, spośród których telewidzowie wytypowali pięciu: Trine’a Gadeberga, trio Ole Skovhøj, Jan Peber oraz Jes Kerstein, Sanne Gottlieb, zespół AIDA oraz duet Olsen Brothers. W drugim etapie komisja sędziowska (Richard Herrey, Bjørn Tidmand, Lecia, Charlotte Nilsson oraz Michael Teschl) przyznała najwięcej punktów (58) braciom Jørgenowi i Nielsowi Olsen za utwór „Smuk som et stjerneskud”. Duet wielokrotnie brał udział w duńskich selekcjach (w 1978, 1979, 1980, 1982 i 1986). Jørgen wystąpił także w eliminacjach w 1989 i 1990, w obu zajął trzecie miejsce. Podobnie jak rok wcześniej, zwycięski utwór otrzymał przetłumaczony na język angielski. Podczas finału 45. Konkursu Piosenki Eurowizji został wykonany jako „Fly on the Wings of Love”. Bracia zdobyli za niego 195 pkt, w tym najwyższą notę 12 pkt z ośmiu krajów, dzięki czemu zdobyli pierwsze miejsce, wygrywając finał. Po nieoczekiwanym zwycięstwie piosenki rosyjska delegacja złożyła podanie o jej dyskwalifikację. Powodem miało być użycie przez Jørgena vocoderu, który podczas występu zmodyfikował jego głos tak, by brzmiał jak elektryczny. EBU odrzuciła wniosek.

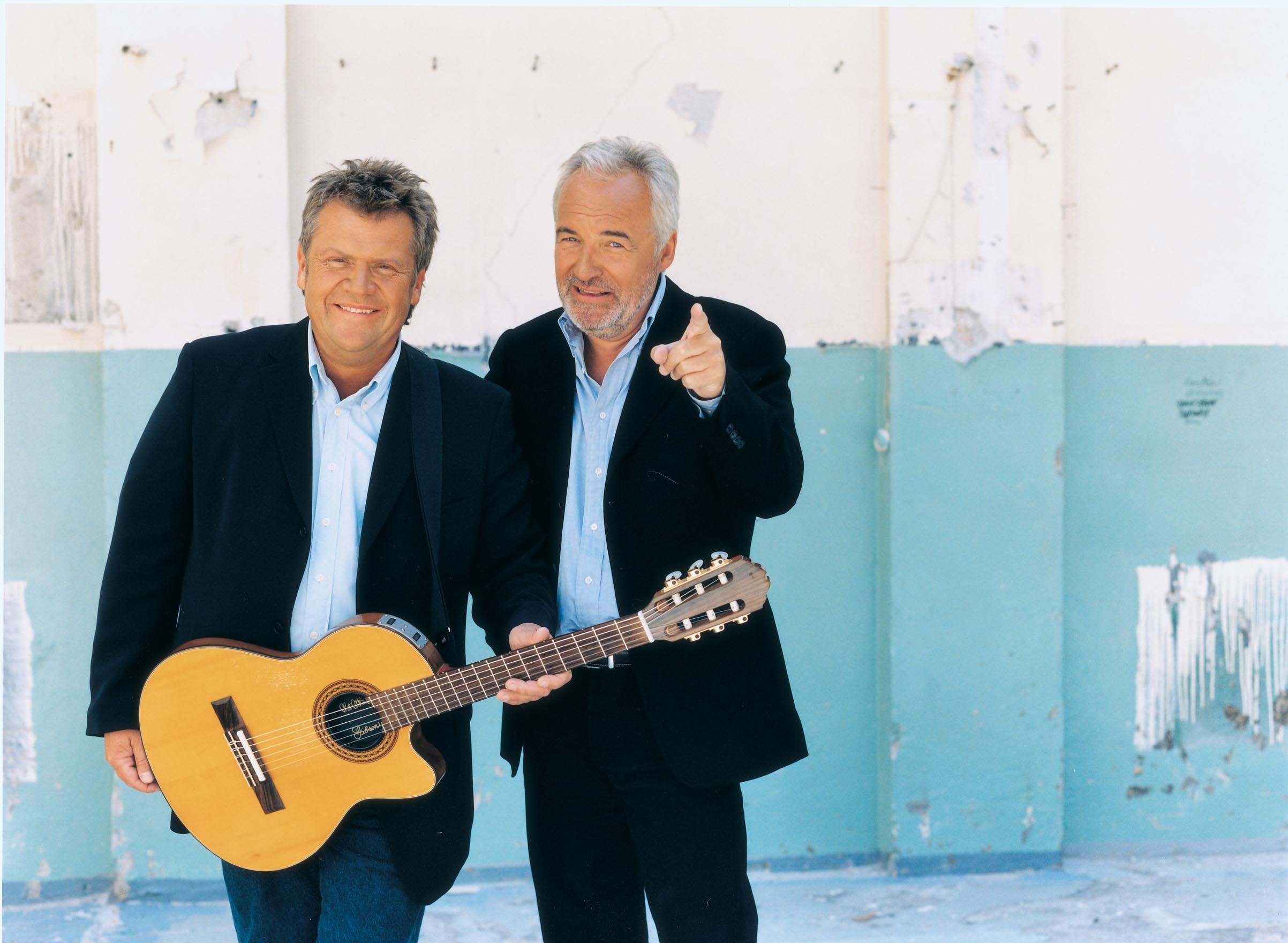
Bracia Olsenowie, zwycięzcy 45. Konkursu Piosenki Eurowizji

Dzięki wygranej braci Olsenów w konkursie w 2000, 46. Konkurs Piosenki Eurowizji odbył się w Danii. Stacja DR wyłoniła reprezentanta podczas 31. Melodi Grand Prix, który odbył się 17 lutego w Messecenter w Herning. Zwycięzcę wybrali telewidzowie i komisja sędziowska w stosunku głosów 80:20. W pierwszym etapie eliminacji wystąpiło 10 uczestników, którzy zaprezentowali swoje utwory w języku duńskim. Do drugiej rundy konkursu zakwalifikowali się: Katrine Daugaard, BaSix, Anne Murillo, Helge Engelbrecht oraz Rollo & King, którzy zdobyli ostatecznie najwięcej punktów (58) za piosenkę „Der står et billede af dig på mit bord” i wygrali finał. 12 maja wystąpili w finale Rurowizji z angielską wersją swojej piosenki – „Never Ever Let You Go” i zajęli drugie miejsce z 177 pkt, w tym z maksymalnymi notami 12 pkt od sześciu krajów.
Selekcje Dansk Melodi Grand Prix 2002 zorganizowano 9 lutego w Cirkusbygningen w Kopenhadze, prowadzącymi zostali Signe Svendsen i Michael Carøe. Scenografia zaprojektowana została przez Svenda Hangaarda na wzór filmu Moulin Rouge. Podczas koncertu gościnnie wystąpił Cliff Richard. W pierwszej rundzie eliminacji wystąpiło dziesięciu uczestników, którzy zostali wybrali spośród 662 zgłoszeń, a do drugiego etapu zakwalifikowano dziesięć utworów. W finale selekcji wystąpili, dzięki głosom telewidzów i komisji sędziowskiej: Luna Park, Morten Fleck, Neibourghs, Pætur vid Keldu oraz faworytka konkursu – Malene Mortensen, która za utwór „Vis mig hvem du er” zdobyła największą liczbę 60 punktów, wygrywając eliminacje. Zwycięstwo wokalistki obejrzało w telewizji ok. 2,6 mln telewidzów. 25 maja wystąpiła w finale 47. Konkursu Piosenki Eurowizji z anglojęzyczną wersją piosenki, „Tell Me Who You Are”. Po występie zdobyła siedem punktów, kończąc udział na ostatnim miejscu, zostając tym samym została pierwszą reprezentantką Danii, która tego dokonała. Wokalistka przyznała, że była zaskoczona wynikiem, obwiniała się za osiągnięcie słabego rezultatu dla kraju. Jedna z członkiń krajowej komisji jurorskiej, Sascha Dupont, przyznała, że „angielskie słowa piosenki były dwadzieścia razy lepsze od duńskich”, które – według niej – „były słabe”. Podczas występu Mortensen towarzyszył chórek w składzie: Michael Ronson, Kenny Lübcke, Stine Findsen, Tina Lupe Moe i Lei Aloha Moe.
W związku z dużą liczbą krajów, które zainteresowane były debiutem na Konkursie Piosenki Eurowizji, dziesięć państw (w tym m.in. Dania) z najgorszymi wynikami podczas konkursu w 2002 nie mogło wziąć udziału w konkursie w 2003. Po rocznej przerwie telewizja duńska powróciła do udziału w konkursie. Zmieniła format eliminacji, usuwając z nich głosowanie jurorskie. Finał Dansk Melodi Grand Prix 2004 zorganizowany został 7 lutego w Atletion Arena w Aarhus. Do udziału w selekcjach zgłoszono 315 utworów, wśród nich znalazła się piosenka napisana przez zmarłego pół roku wcześniej Tommy’ego Seebacha i Torbena Lundgreena. Rodzina oraz najbliżsi Seebacha domagali się wycofania propozycji z udziału w eliminacjach, posądzając współautora kompozycji o „promowanie się na nazwisku zmarłego”. Ostatecznie spośród wszystkich kandydatur wytypowano 10 finalistów, których ujawniono w grudniu 2003. Koncert finałowy poprowadzili Peter Mygind i Natascha Crone. W pierwszej rundzie głosowania telewidzowie zdecydowali, że do drugiego etapu awansowali: Neighbours, Petsi Tvørfoss, Zididada, Ditlev oraz Tomas Thordarson. Drugi etap wygrał Thordarson, który zdobył największą liczbę 60 głosów publiczności za utwór „Sig det’ løgn”. W 2004 EBU wprowadziła rundę półfinałową, w której wystąpił m.in. reprezentant Danii z anglojęzyczną wersją swojej piosenki, „Shame on You”. Zdobył 56 pkt, w tym 12 pkt z Islandii, zajmując 13. miejsce, nie premiowane awansem do finału, do którego awansowała pierwsza „dziesiątka” z ogólnej klasyfikacji. Po półfinale konkursu duńska delegacja wyraziła niezadowolenie z wyboru fragmentu występu wykorzystanego w skrócie wszystkich prezentacji, co – ich zdaniem – mogło wpłynąć na brak awansu Danii do finału.
W sierpniu 2004 rozpoczęto proces zbierania zgłoszeń do udziału w Dansk Melodi Grand Prix 2005. Po raz pierwszy w historii selekcji można było zgłosić utwór napisany w języku angielskim. Do siedziby krajowego nadawcy nadesłano łącznie 263 propozycji, zaś do udziału w finale selekcji wybrano 10 uczestników, którymi zostali: Chi Hua Hua, Maria Keis Uhre, Jakob Sveistrup, Luna Park, Kim Schwartz, Tamra Rosanes, Kandis, Ditlev Ulriksen, Sweethearts i duet Olsen Brothers, któremu na scenie towarzyszyła Kayo Shekoni z girls bandu Afro-dite. 10 lutego stacja DR umożliwiła internetową transmisję prób do koncertu finałowego. Finał selekcji odbył się 12 lutego w hali Forum w Horsens. Do drugiego etapu głosowania finałowego awansowało pięciu najwyżej ocenionych uczestników, tj. Keis Uhre, Luna Park, Rosanes, Olsen Brothers i Sveistrup, który uzyskał największą liczbę 58 pkt za utwór „Tænder på dig”, dzięki czemu został wybrany na reprezentanta Danii w 50. Konkursie Piosenki Eurowizji w Kijowie. Obie rundy głosowania prowadzili Jarl Friis Mikkelsen i Birthe Kjær. W trakcie finału telewidzowie oddali największą wówczas liczbę głosów, co spowodowało przeciążenie sieci komórkowej odpowiedzialnej za przyjmowanie głosów. Problemy techniczne nie wpłynęły na ostateczny wynik. 19 maja Sveistrup wystąpił w półfinale Eurowizji z anglojęzyczną wersją swojej piosenki, „Talking to You”, i z trzeciego miejsca awansował do finału, w którym otrzymał łącznie 125 pkt, w tym maksymalną notę 12 pkt od Norwegii, dzięki czemu zajął dziewiąte miejsce.
Do udziału w Dansk Melodi Grand Prix w 2006 zgłoszono 336 kompozycji. 11 lutego w Aalborgu odbył się dwuetapowy finał selekcji, w którym wzięło udział 10 uczestników: Søren Poppe i Lene Matthiesen Nørrelykke, Danni Elmo, Kristine Blond, Trine Jepsen i Christian Bach, David Mader, Neighbours, Kim Schwartz, Sidsel Ben Semmane, Jørgen Thorup i Claus Hasfeldt. W drugiej rundzie głosowania telewidzów wystąpili: Poppe i Mathiesen, Neighbours, Schwartz, Elmo i Semmane, która wygrała eliminacje z utworem „Twist of Love”, otrzymawszy w sumie 48 pkt od widzów. Koncert prowadzili Mads Vangsø i Adam Duvå Hall. Dzięki zajęciu dobrego miejsca w 2005, Semmane miała gwarantowane miejsce w finale 51. Konkursu Piosenki Eurowizji w Atenach. 20 maja otrzymała w nim 26 pkt, kończąc udział na 18. miejscu.

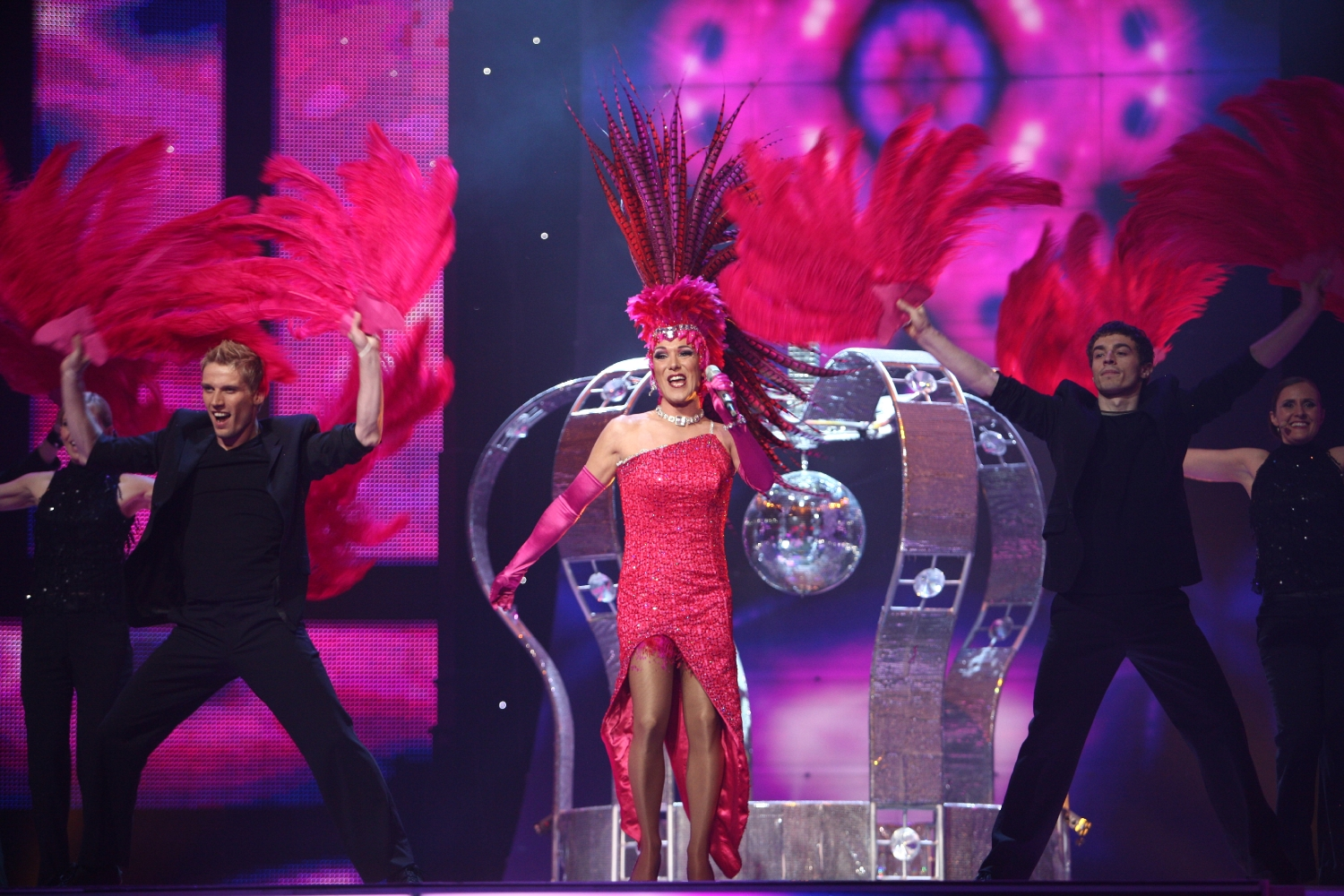
DQ w półfinale 52. Konkursu Piosenki Eurowizji, maj 2007

Formuła Dansk Melodi Grand Prix w 2007 zmieniła się: finał konkursu poprzedzony został dwiema rundami półfinałowymi transmitowanymi w telewizji, w którym wzięło udział po 8 uczestników. Pierwszy półfinał odbył się 26 stycznia w Holstebro Musikteater, a drugi – 2 lutego w hali Centrum Kongresowo-Kulturowym w Aalborgu. Do rundy finałowej zakwalifikowali się: Jacob Andersen, Annette Heick, Danni Elmo, Annika Askman, Stig Rossen, Katrine Falkenberg, James Sampson i Me & My. Aby dopełnić stawkę finałową, by znalazło się w niej 10 kandydatów, zorganizowano dwie rundy dogrywkowe dla wyeliminowanych piosenek. W każdej z nich brały udział po 4 utwory, a słuchacze stacji radiowych P3 i P4 typowali dwa najlepsze. W pierwszej rundzie awans zdobył drag queen Peter „DQ” Andersen (60% głosów), a w drugiej – Jørgen Olsen (47%). W finale zwycięzcą głosowania regionalnego został utwór „Drama Queen”, który otrzymał 56 pkt, w tym najwyższe oceny od Jutlandii Północnej, Zelandii i Kopenhagi. Z powodu zajęcia słabego miejsca rok wcześniej Dania musiała wziął udział w półfinale 52. Konkursu Piosenki Eurowizji, który zorganizowano 10 maja w Hartwall Arena w Helsinkach. DQ otrzymał w sumie 45 pkt, które uplasowały go na 19. miejscu, tym samym nie awansował do finału.
Formuła eliminacji Dansk Melodi Grand Prix 2008 nie uległa zmianom: ponownie zorganizowano dwa półfinały, dwie rundy dogrywkowe oraz finał. W każdym półfinale wystąpiło po ośmiu uczestników wybranych spośród 443 zgłoszeń: Anorah, Sidse Holte, UNITE, Amin Jensen, Anne-Marie & Claus Hassing, Louise Victoria, Camille & Ulrik, Charlie, Gunhild, Julie Rugaards, Simon Mathews, Kendr Lou, Lars & Josefine, Sandee May, Lasse Lindorff i The Dreams. Pierwsza runda półfinałowa odbyła się 12, a druga – 19 stycznia, oba w DR Byen w Kopenhadze. Do finału selekcji awansowało ośmiu kandydatów: Unite, Jensen, duet Hassing & Hassing, Charlie, Mathew, Josefine & Lars, May oraz The Dreams. Pozostałymi finalistami zostali zwycięzcy rund dogrywkowych – Kendra Lou oraz Lasse Lindorff. W finale, który zorganizowano 2 lutego w hali Forum w Horsens, najwięcej punktów (48) zdobył Simon Mathew i utwór „All Night Long”. W 2008 EBU zmieniła format imprezy, wprowadzając podczas 53. Konkursu Piosenki Eurowizji dwie rundy półfinałowe. Nowe zasady wymagały podzielenia wszystkich uczestników na tzw. „koszyki”, aby rozdzielić państwa wzajemnie popierające się punktami. Dania trafiła do koszyka skandynawskiego wraz ze Szwecją, Finlandią, Norwegią, Islandią i Estonią. Duński reprezentant został przydzielony do drugiego półfinału, odbywającego się 22 maja. Zdobył 112 pkt, w tym 12 pkt od Islandii, Szwecji i Węgier, dzięki czemu awansował do finału z trzeciego miejsca. W finale, który odbył się 24 maja, otrzymał 60 pkt, w tym najwyższe noty 12 pkt od Islandii i Norwegii, kończąc udział na 15. miejscu.

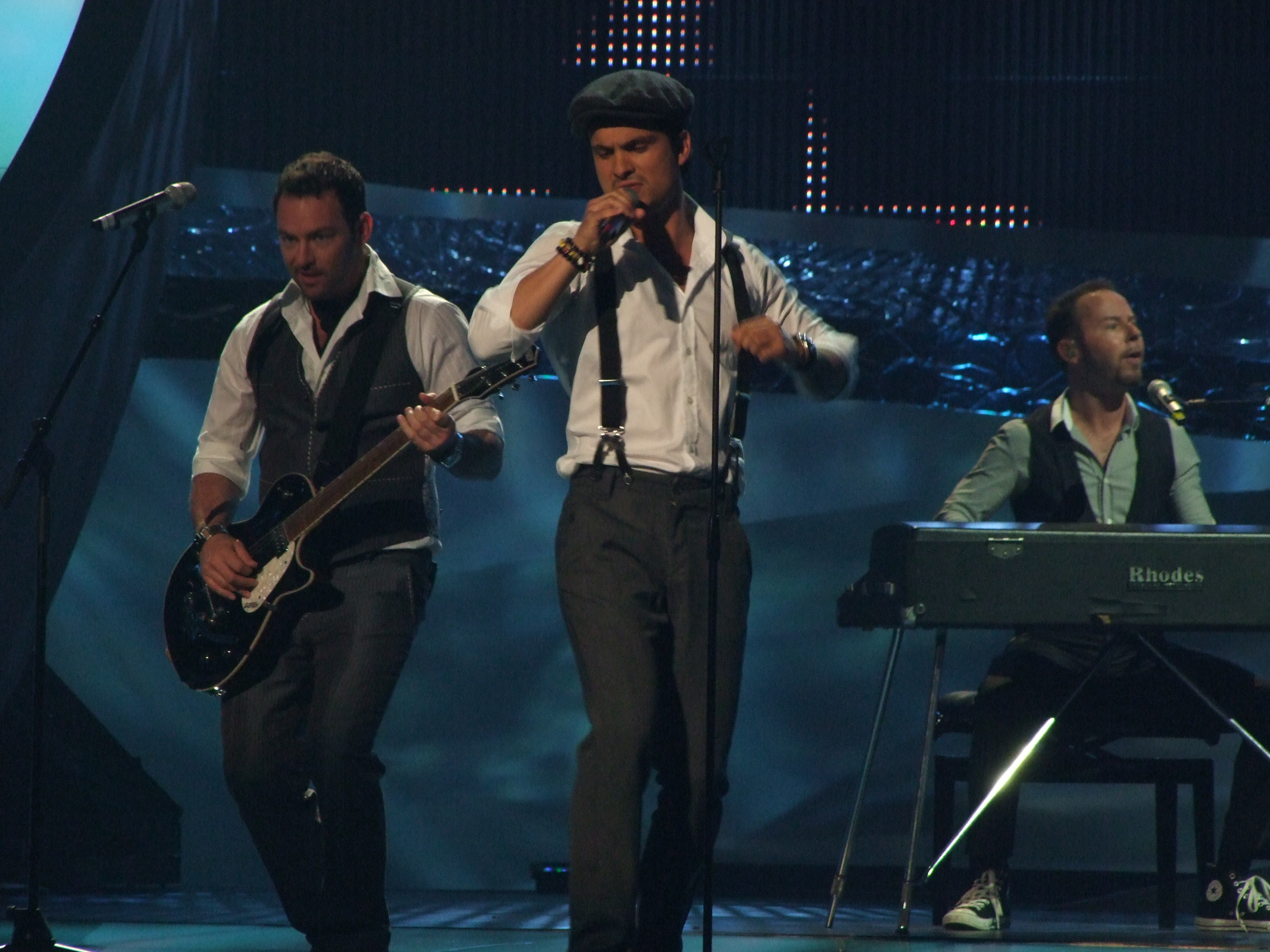
Simon Mathew podczas finału 53. Konkursu Piosenki Eurowizji, maj 2008

W 2009 stacja DR zmieniła format selekcji Dansk Melodi Grand Prix 2009, przywracając komisję sędziowską (w składzie: Søs Fenger, Bent Fabrisius Bjerre, Anna David, Martin Brygman, Kjeld Tolstrup, Kalle Vestergaard), zrezygnując z przygotowywania półfinałów i organizując jednodniowy koncert finałowy z 10 piosenkami. Sześć utworów wybrała komisja sędziowska spośród 684 zgłoszeń, a pozostałe cztery otrzymały tzw. „dzikie karty” od DR. Głosowanie finałowe podzielono na trzy części: najpierw widzowie i jurorzy wybrali czterech uczestników (Herę Björk, grupę Sukkerchok, Brincka (Nielsa Kristensena) oraz Johnny’ego Deluxe), których połączono na dwie pary. Potem zwycięzcy poszczególnych duetów wzięli udział w dogrywce, a wygrany został reprezentantem Danii podczas 54. Konkursu Piosenki Eurowizji. Finał odbył się 31 stycznia w Messecenter w Herning, prowadzili go Felix Smith i Birthe Kjær. W finałowej dogrywce znalazła się Björk oraz Brinck, który z utworem „Believe Again” wygrał eliminacje. Z powodu błędu technicznego album z utworami konkursowymi został wypuszczony do sprzedaży internetowej jeszcze przed rozstrzygnięciem finału selekcji, co wywołało kontrowersje w kraju. Wytwórnia My Way Music, odpowiedzialna za dystrybucję płyty, oskarżyła internautę, który rozpowszechnił nagrania, o nielegalne udostępnienie utworów. Ponadto zwycięski utwór „Believe Again” oskarżono o plagiat, porównując jego tekst do „Bigger Than Us” Miley Cyrus, a melodię – do „I Will Remember You” Ryana Cabrera, jednak nie wszczęto żadnych oficjalnych postępowań w sprawie, a Brinck mógł wystąpić na Eurowizji. 14 maja zaśpiewał swój utwór w drugim półfinale konkursu i awansował do finału z ósmego miejsca. 16 maja zdobył w nim 74 pkt, kończąc udział na 13. miejscu.

### Lata 2010–2019
Telewizja duńska zachowała format preselekcji Dansk Melodi Grand Prix wprowadzony rok wcześniej. Do konkursu zgłoszono 562 utwory, spośród których komisja sędziowska (Paw Lagermann, Camille Jones, Søs Fenger, Bent Fabricius-Bjerre, Kenneth Kreutzmann) wybrała do finału siedmiu uczestników. W stawce finałowej znaleźli się: Joakim Tranberg, MariaMathilde Band, Jens Marni, Chanée i Tomas N’evergreen, Thomas Barsøe, Silas i KatSimone oraz Bryan Rice, Kaya Brüel i Sukkerchok, którzy otrzymali od krajowego nadawcy zaproszenia. Do udziału zaproszona została również Zindy Laursen, jednak wycofała się z rywalizacji dzień przed oficjalną prezentacją uczestników. Powodem rezygnacji było opublikowanie jej konkursowej piosenki „All About Me” przed regulaminowym czasem (podczas pokazu mody w Holstebro). Zamiast wokalistki do rywalizacji przystąpił zespół MarieMatilde Band. Finał selekcji odbył się 6 lutego 2009 w hali Gigantium w Aalborgu, gospodarzami zostali Felix Smith i Julie Berthelsen. W pierwszej rundzie głosowania odpadło sześciu kandydatów, a do super finału zakwalifikował się Rice oraz duet Chanee i N’evergreen, który ostatecznie wygrał eliminacje z utworem „In a Moment Like This”. Po finale pojawiły się pogłoski o podejrzeniu popełniania plagiatu przez twórców piosenki. Zwycięski utwór porównano do przeboju grupy The Police „Every Breath You Take”. Plotki zdementowano, a duet został dopuszczony do udziału w 55. Konkursie Piosenki Eurowizji organizowanym w Oslo. Podczas losowania półfinałowego Dania trafiła do jednego koszyka ze Szwecją, Islandią, Finlandią, Estonią, Litwą i Łotwą, ostatecznie została przydzielona do drugiego półfinału, który odbył się 27 maja. Przed koncertem utwór wygrał międzynarodowe głosowanie klubów Stowarzyszenia Miłośników Konkursu Piosenki Eurowizji (OGAE), stając się faworytem fanów do zwycięstwa. Występ otrzymał 101 pkt, w tym 12 pkt od Szwecji i Rumunii, które zapewniły duetowi awans do finału z piątego miejsca. W sobotniej rundzie finałowej para zdobyła w sumie 149 pkt, w tym najwyższe noty 12 pkt z pięciu krajów, zajmując tym samym czwarte miejsce. Podczas występów parze towarzyszył czteroosobowy chórek.

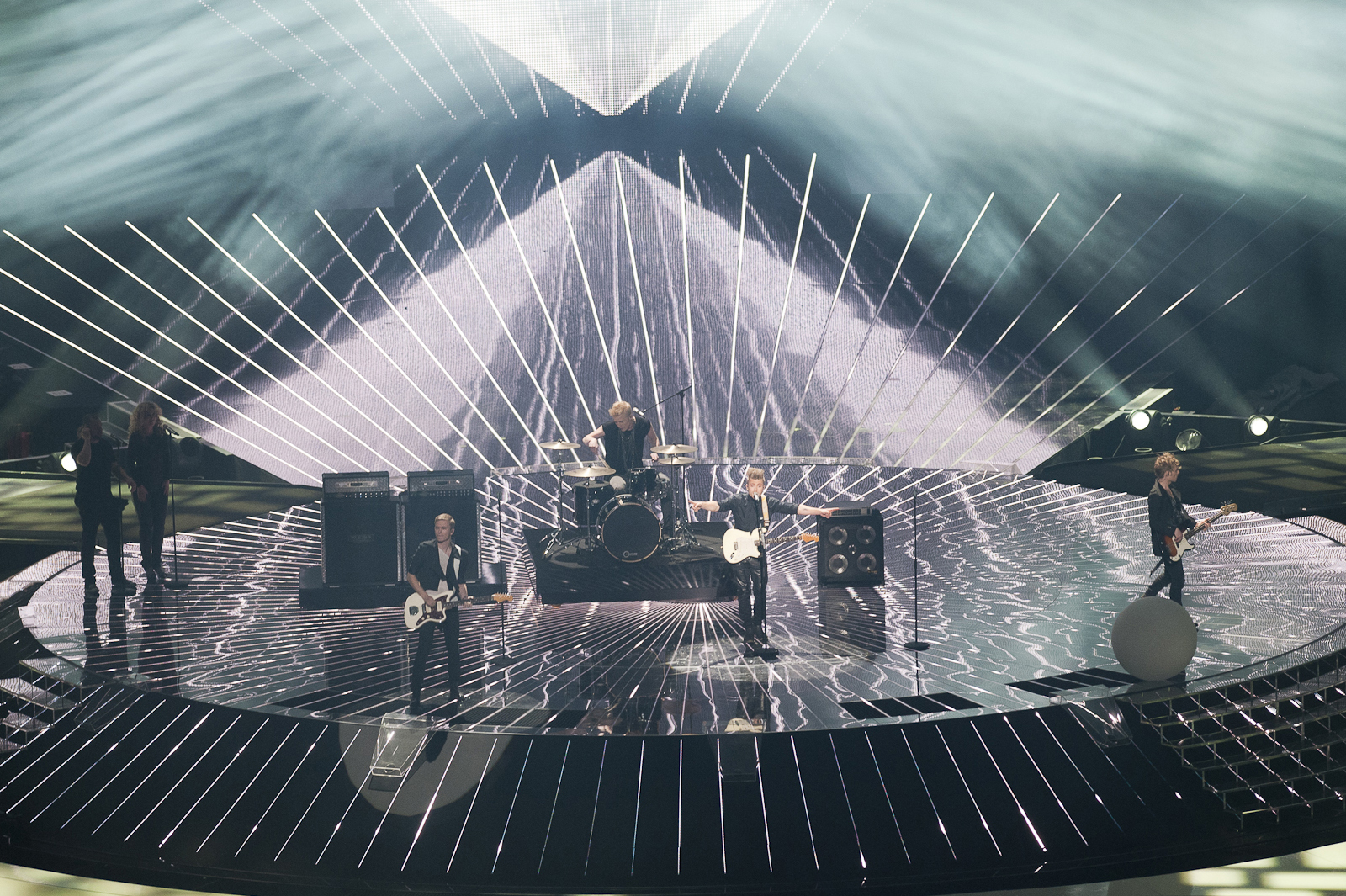
Zespół A Friend in London podczas występu w finale 57. Konkursu Piosenki Eurowizji, maj 2011

Do udziału w Dansk Melodi Grand Prix 2011 zgłoszono rekordową liczbę 663 propozycji. Podobnie jak rok wcześniej, do finału zakwalifikowano siedmiu uczestników (dopuszczeni przez jurorów zostali: A Friend in London, Christopher Brandt, Jenny Berggren, Kat i Justin Hopkins, Le Freak, Lee Hutton, Sine Vig Kjærgaard), a pozostałych trzech (Annę Noa, Jenny Berggren i Stine Kinck) zaprosił duński nadawca, wręczając im tzw. „dzikie karty”. Koncert odbył się 26 lutego 2011 w Ballerup Super Arena w Kopenhadze, poprowadzili go Felix Smith i Lise Rønne. W pierwszej rundzie głosowania telewidzowie i sędziowie wyeliminowali sześciu kandydatów, a w decydującym udziale znalazła się Anna Noa oraz zespół A Friend in London, który ostatecznie wygrał selekcje. Duńską propozycją eurowizyjną podczas 56. Konkursu Piosenki Eurowizji został utwór „New Tomorrow”. Po zwycięstwie zespołu w krajowych eliminacjach pojawiły się podejrzenia o popełnieniu plagiatu. Kompozycję porównano do utworów: „Sing For Me” Andreasa Johnsona, „Shine” grupy Take That, „Face To Face” Future Trance United, „Yasashii Uta” Mucc, „Herz an Herz” Paso Doble, „Silk Road” Kitarooraz „Super Star” S.H.E. Doniesienia zostały jednak zdementowane. Podczas losowania grup półfinałowych Dania trafiła do koszyka razem ze Szwecją, Norwegią, Estonią, Finlandią i Islandią. Kraj trafił do drugiego półfinału organizowanego 12 maja. Zespół otrzymał w półfinale w sumie 135 pkt, w tym maksymalne noty 12 pkt z czterech krajów, dzięki czemu awansował z drugiego miejsca do finału. Zdobył w nim łącznie 134 pkt, w tym 12 pkt z Islandii, Irlandii i Holandii, które zapewniły mu piąte miejsce w końcowej klasyfikacji. Pod koniec maja EBU opublikowała szczegółowe rankingi jurorów i widzów, z których wynikało, że gdyby występy oceniali tylko krajowi sędziowie, Duńczycy zajęliby trzecie miejsce, a gdyby o wynikach decydowali telewidzowie, to skończyliby udział na 18. miejscu.
W 2012 telewizja DR po raz kolejny zmieniła format krajowych selekcji. Finał Dansk Melodi Grand Prix składał się z dwóch rund, które rozegrano 21 stycznia w Aalborgu, a do głosowania w super-finale wprowadzono międzynarodowych sędziów, którzy stworzyli cztery oddziały: azerski, niemiecki, norweski i rosyjski. Prowadzącymi eliminacje zostali Louise Smith i Emil Thorup, a wprowadzoną w tym roku funkcję komentatora konkursu objął Ole Tøpholm. Do siedziby duńskiego nadawcy napłynęło 678 propozycji, a w stawce finałowej znaleźli się: Aya, Kenneth Potempa, Ditte Marie, Philip Halloun & Emilia, Karen Viuff oraz Soluna Samay, Christian Brøns i Patrik Isaksson, Jesper Nohrstedt i Heidi „Suriya” Sørensen, którzy otrzymali „dzikie karty” od telewizji. Dziesiątą finalistką miała zostać Tine „Valen:tine” Lynggaard, jednak kilka dni po ogłoszeniu listy uczestników eliminacji została ona zdyskwalifikowana za opublikowanie swojego konkursowego utworu „Nowhere” przed 1 września 2011, czym naruszyła regulamin Eurowizji. Dzięki głosom telewidzów i duńskiej komisji jurorskiej (Kenneth Bager, Søs Fenger, Laust Sonne, Lars Trillingsgaard, Freja Loeb) do super-finału eliminacji awansowała trójka uczestników: Nohrstedt, Brøns & Isaksson oraz Samay, która ostatecznie zdobyła najwięcej głosów telewidzów i jurorów, dzięki czemu została reprezentantką Danii podczas 57. Konkursu Piosenki Eurowizji. Podczas losowania przydzielającego wszystkich uczestników do półfinałów Dania trafiła do jednego koszyka z pozostałymi państwami nordyckimi. Samay została uczestniczką pierwszej rundy półfinałowej, która odbyła się 24 maja. Zdobyła w niej 63 pkt i awansowała z dziewiątego miejsca do odbywającego się 28 maja finału, w którym zdobyła 21 pkt, plasując się na 23. miejscu.

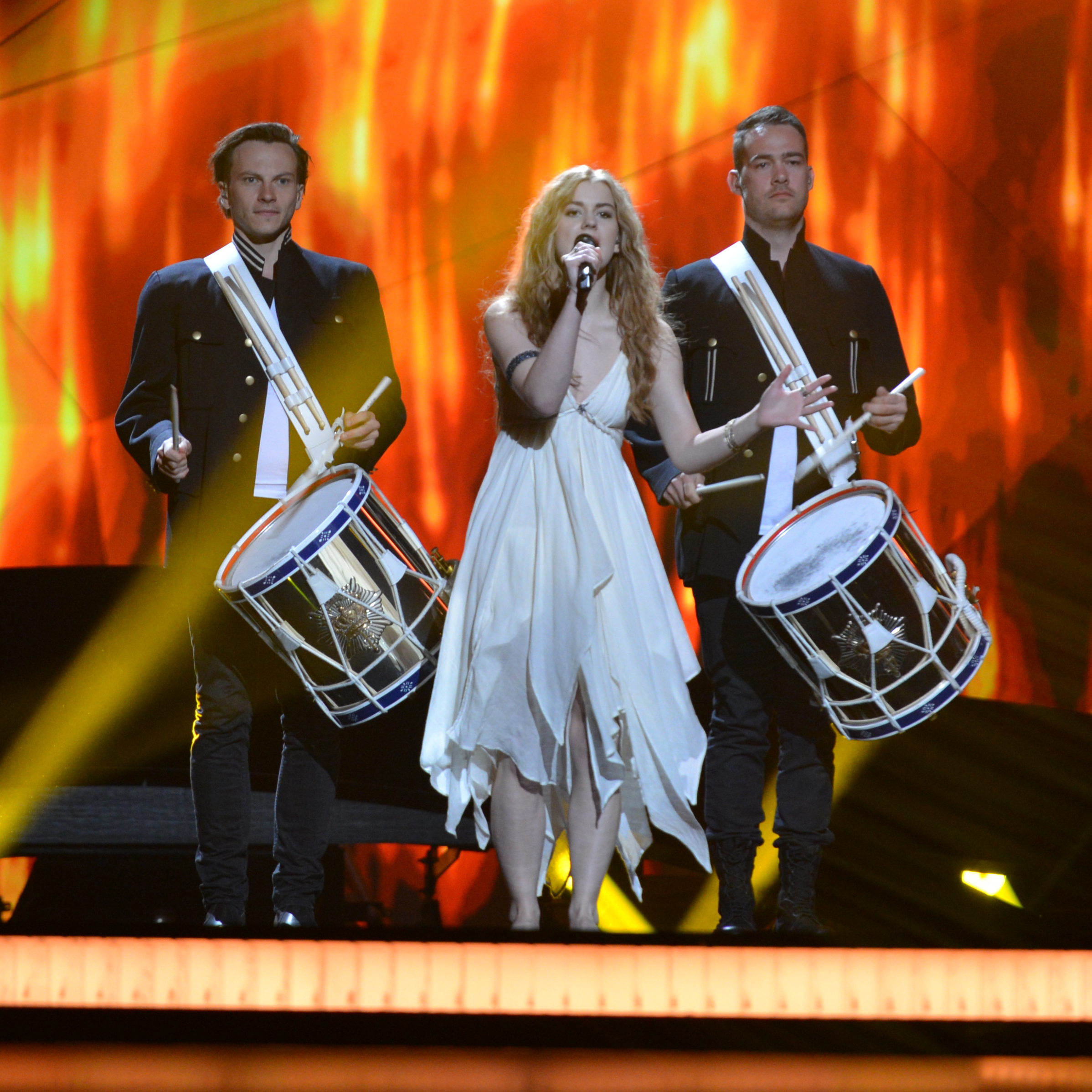
Emmelie de Forest podczas występu w finale 58. Konkursu Piosenki Eurowizji, maj 2013

W 2013 stacja DR wyłoniła reprezentanta na 53. Konkurs Piosenki Eurowizji za pośrednictwem formatu Dansk Melodi Grand Prix 2013. Finał został zorganizowany 26 stycznia w Boxen w Herning, koncert poprowadzili: Sofie Lassen-Kahlke, Louise Wolff i Lise Rønne. Scenę koncertową, największą w dotychczasowej historii selekcji, zaprojektował Claus Zier, a organizatorzy zdecydowali się także na przygotowanie kulis dla uczestników, tzw. green roomu. Do siedziby nadawcy DR dotarła rekordowa liczba 692 propozycji. W finale selekcji wystąpili: Frederikke Vedel, Brinck, Kate Hall, Daze, Simone Egeriis, Emmelie de Forest, Albin i Mohamed, a także Louise Dubiel oraz Jack Rowan i Sam Gray, którzy otrzymali „dzikie karty” od telewizji DR. Decyzją widzów i komisji sędziowskiej (w składzie: Jørgen de Mylius, Lis Sørensen, Maria Lucia, Cutfather i Kato), do decydującej rundy awansowali Simone, Ali i de Forest. Największą liczbę 26 punktów otrzymała Emmelie de Forest z piosenką „Only Teardrops”. Ze względu na chęć doprowadzenia do sprawiedliwej dystrybucji biletów na Eurowizję 2013, odbywającą się w Malmö, i uniknięcia problemów z ich sprzedażą, EBU automatycznie przydzieliła do poszczególnych półfinałów oba sąsiadujące z miastem gospodarza kraje: Danię do pierwszej rundy, a Norwegię – do drugiej. Przed rundami półfinałowymi piosenka „Only Teardrops” wygrała głosowanie klubów OGAE i była głównym faworytem do wygrania konkursu. Emmelie de Forest wystąpiła w pierwszym półfinale, rozgrywanym 14 maja, i zdobyła 167 pkt, dzięki czemu wygrała półfinał i awansowała z pierwszego miejsca do sobotniego finału. Otrzymała w nim 281 pkt, w tym 12 pkt z ośmiu krajów, dzięki czemu wygrała, zapewniając Danii trzecie zwycięstwo w historii startu na Eurowizji. Na scenie wystąpiła w sukience wykonanej z ekologicznej bawełny, uszytej według projektu Anji Elefterii. Na scenie pojawił się flecista Jacob Baagøe Thomsen.

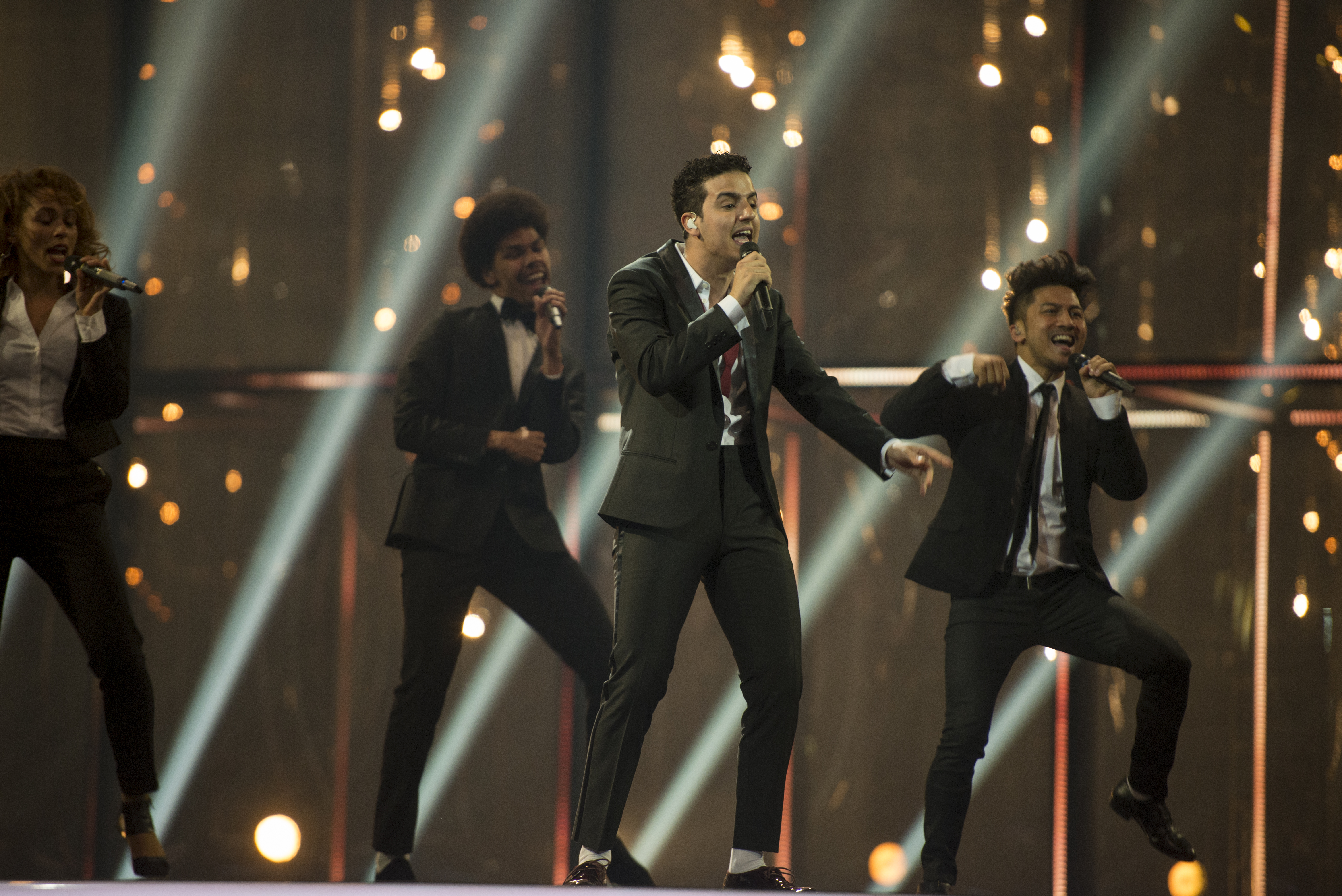
Basim podczas występu w finale 59. Konkursu Piosenki Eurowizji, maj 2014

Dzięki wygraniej Emmelie de Forest w 2013, 59. Konkurs Piosenki Eurowizji odbył się w Danii. 20 sierpnia 2013 nadawca DR rozpoczął przyjmowanie zgłoszeń do Dansk Melodi Grand Prix. Do siedziby telewizji napłynęła rekordowa liczba 872 zgłoszeń. Eliminacje odbyły się 8 marca 2014 w Odense, wzięło w nim udział 10 uczestników, w tym sześciu wybranych przez komisję jurorską spośród wszystkich zgłoszeń (tj. Bryan Rice, Basim, Rebekka Thornbech, Danni Elmo, Emilie Moldow, GlamboyP) oraz czterech zaproszonych do udziału przez DR (tj. Sonny, Nadia Malm, Anna David, Michael Rune). Koncert finałowy poprowadzili Louise Wolff i Jacob Riising. Do drugiej rundy finałowej zakwalifikowali się: Thornbech, Basim oraz Rune i Bessez. Największe poparcie komisji jurorskiej (w składzie: Jørgen de Mylius, Camille Jones, Søs Fenger, Lars Pedersen, Mich Hedin „Cutfather” Hansen) i telewidzów zdobył Basim z piosenką „Cliché Love Song”, zostając reprezentantem gospodarzy Eurowizji 2014. 10 maja wystąpił w finale konkursu i zajął dziewiąte miejsce, zdobywając 74 pkt. Podczas występu towarzyszyli mu tancerze Tobias Ellehammer i Ivan Spahi oraz chórek w składzie: Ayoe Angelica, Andy Roda i Marcel Gbekle. W krajowej komisji jurorskiej zasiedli: Lise Cabble, Rune Funch, Monique Spartalis, Cutfather i Sys Bjerre. Finał konkursu obejrzało łącznie ok. 195 mln telewidzów na świecie.

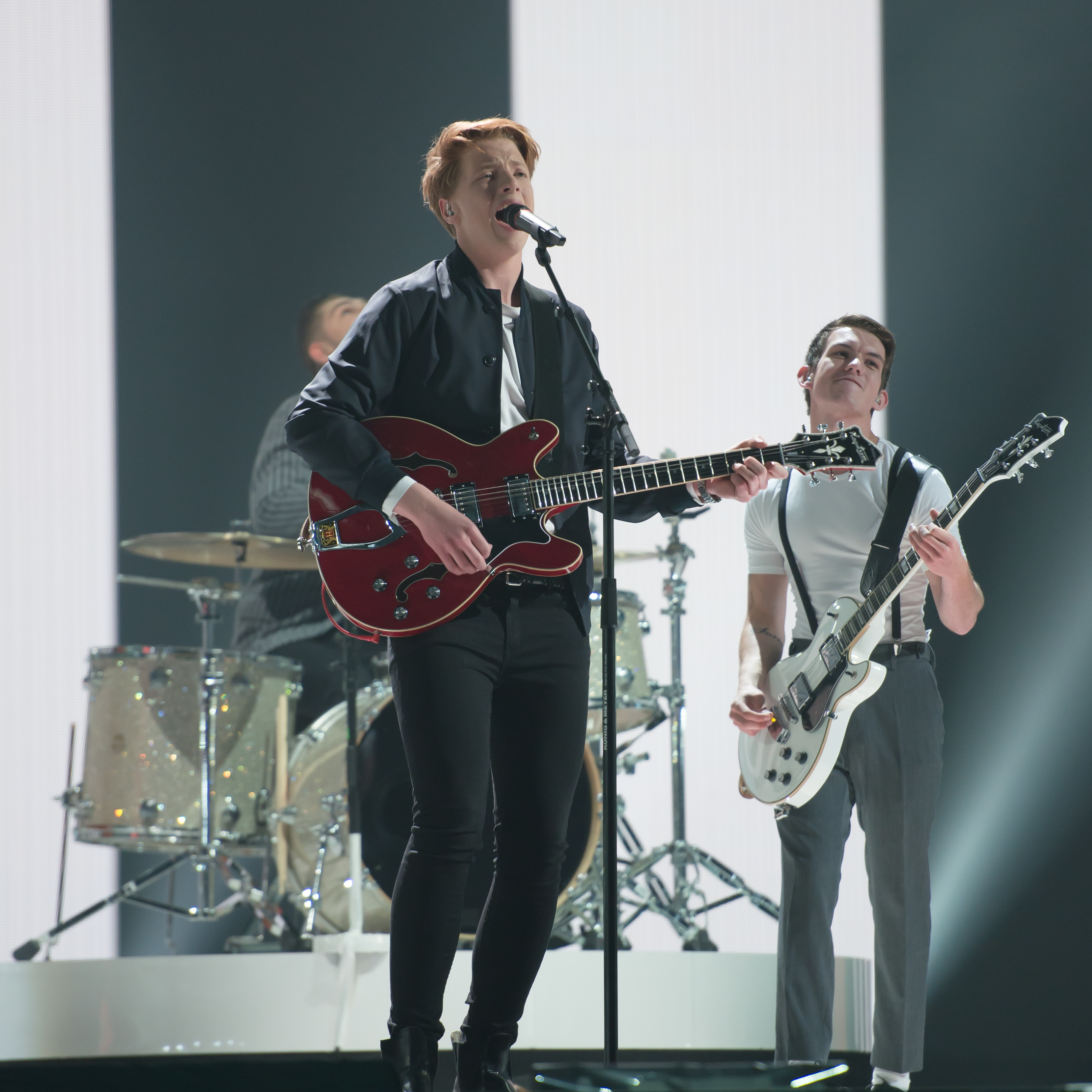
Zespół Anti Social Media podczas prób do występu w 60. Konkursie Piosenki Eurowizji, maj 2015

Pod koniec maja 2014 nadawca DR potwierdził udział w 60. Konkursie Piosenki Eurowizji. Termin nadsyłania zgłoszeń przez kompozytorów i wykonawców minął 8 września tegoż roku. Do siedziby telewizji napłynęło łącznie 687 propozycji, spośród których wybrano dziesięciu uczestników rundy finałowej. Pod koniec października telewizja zaprezentowała nowe, odświeżone logo konkursu, a 26 stycznia 2015 ogłosiła listę finalistów selekcji, którymi zostali: Sara Sukurani, Tina & René, Marcel & Soulman Group, Cecilie Alexandra, Andy Roda, Julie Bjerre, Anti Social Media, Anne Gadegaard, Babou i World of Girls. Tego samego dnia wszystkie zakwalifikowane utwory zostały premierowo zaprezentowane przez nadawcę. Finał krajowych selekcji został rozegrany 7 lutego w hali Gigantium Arena w Aalborgu, koncert finałowy poprowadzili Esben Bjerre i Jacob Riising. Zwycięzcę wyłonili telewidzowie i komisje jurorskie z poszczególnych krajów – Søren Poppe, Pelle Peter Jensen i Anna David z Regionu Stołecznego, Tim Schou, Maria Montell i Lars Trillingsgaard z Zelandii, Trine Jepsen, Claus Visbye i Jette Torp z Jutlandii Środkowej, Lotte Feder, Jan H. Jensen i Henrik Milling z Jutlandii Północnej oraz Jakob Sveistrup, Trine Gadeberg i Maria Theessink z Danii Południowej. Największą liczbę głosów zdobył boys band Anti Social Media za utwór „The Way You Are”. 19 maja wystąpił podczas pierwszego półfinału Eurowizji 2015 w Wiedniu, jednak nie zakwalifikował się do rundy finałowej. Tym samym Dania po raz pierwszy od 2008 nie znalazła się w stawce finałowej konkursu.

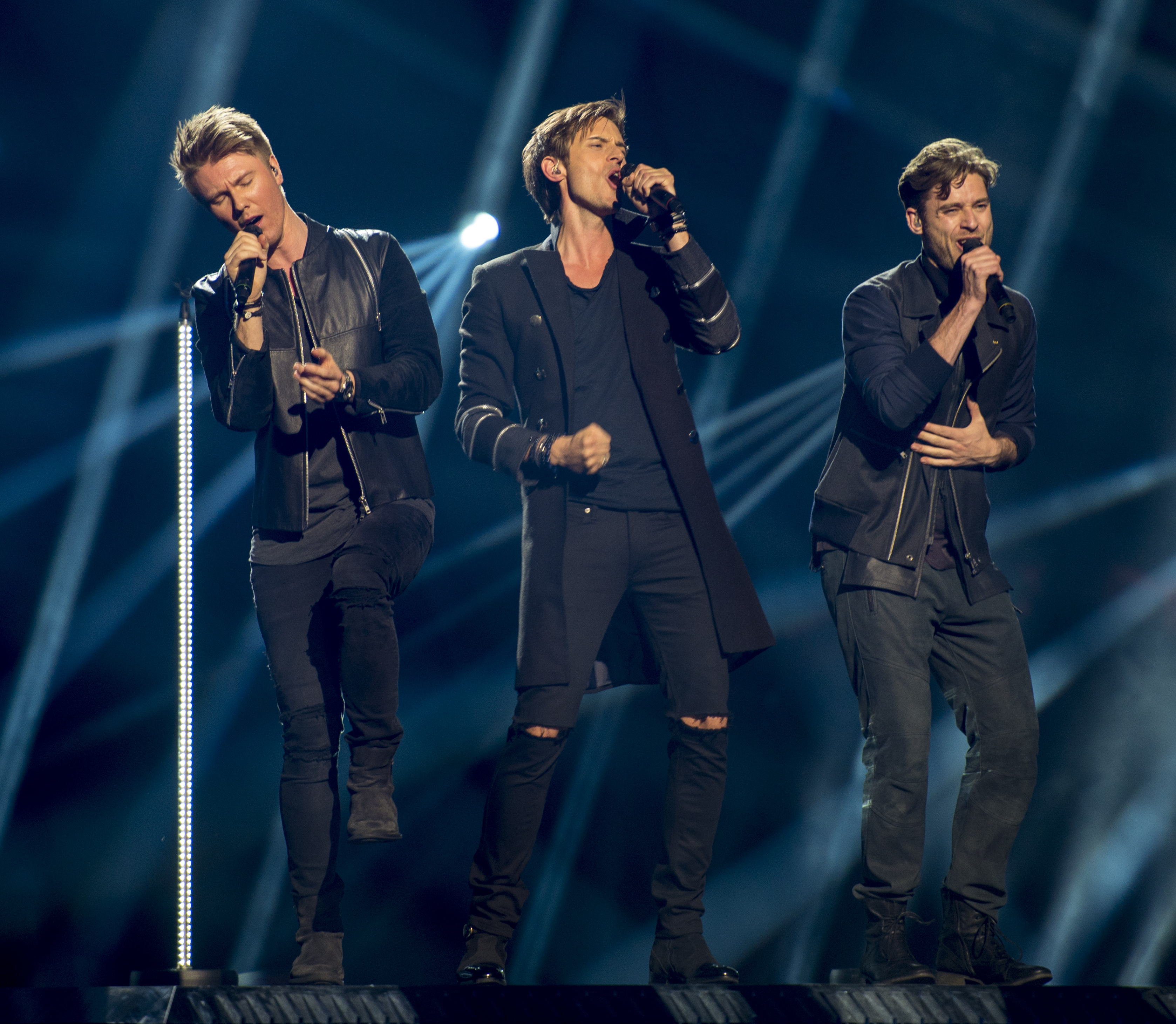
Zespół Lighthouse X podczas 61. Konkursu Piosenki Eurowizji, maj 2016

Kilka dni po rozegraniu finału konkursu w 2015 krajowa telewizja potwierdziła udział w 61. Konkursie Piosenki Eurowizji organizowanym w Sztokholmie w maju 2016. Pod koniec czerwca stacja opublikowała regulamin eliminacji Dansk Melodi Grand Prix 2016 oraz uruchomiła proces nadsyłania propozycji przez zainteresowanych kompozytorów i wykonawców. Termin nadsyłania zgłoszeń minął 7 września 2015, do siedziby nadawcy napłynęło łącznie 982 propozycji, spośród których telewizja DR wybrała w styczniu 2016 10 finałowych utworów. Finał selekcji odbył się 13 lutego 2016 w hali Horsens Forum w Horsens. Wygrał je boysband Lighthouse X z utworem „Soldiers of Love”, z którym 12 maja wystąpił w drugim półfinale Eurowizji i zajął 17. miejsce, nie zdobywając awansu do finału.

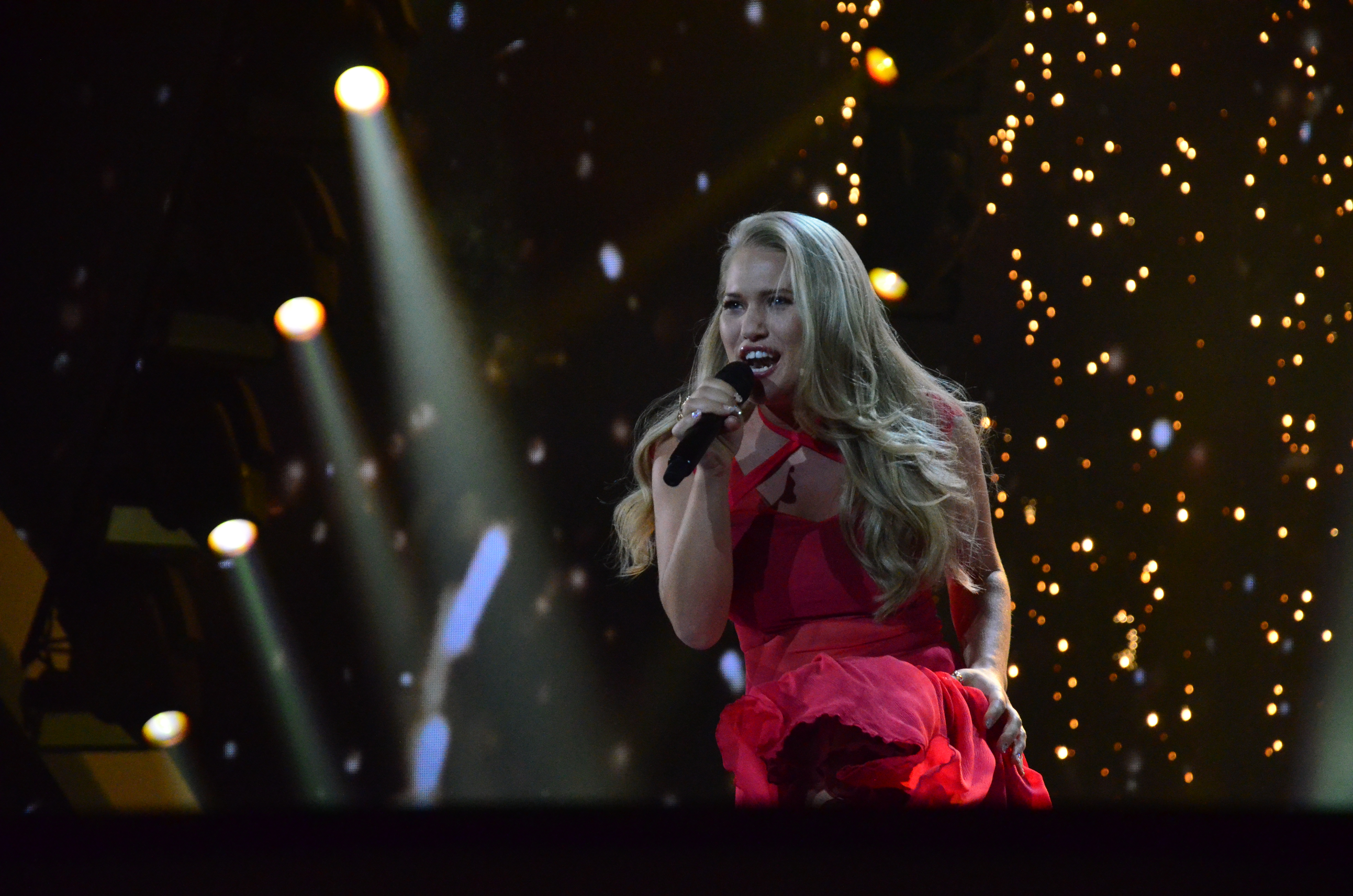
Anja Nissen podczas 62. Konkursu Piosenki Eurowizji, maj 2017

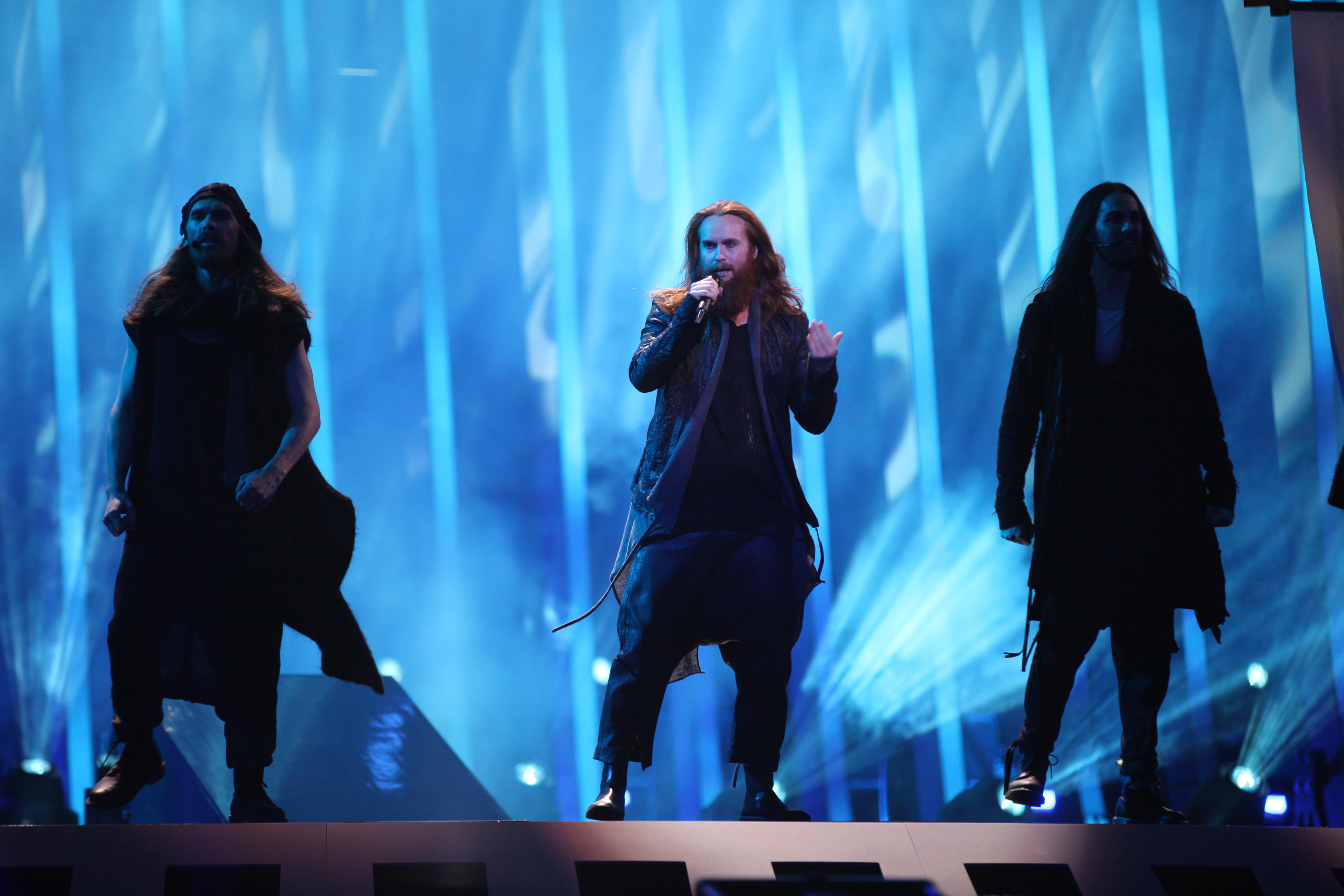
Rasmussen podczas 63. Konkursu Piosenki Eurowizji, maj 2018

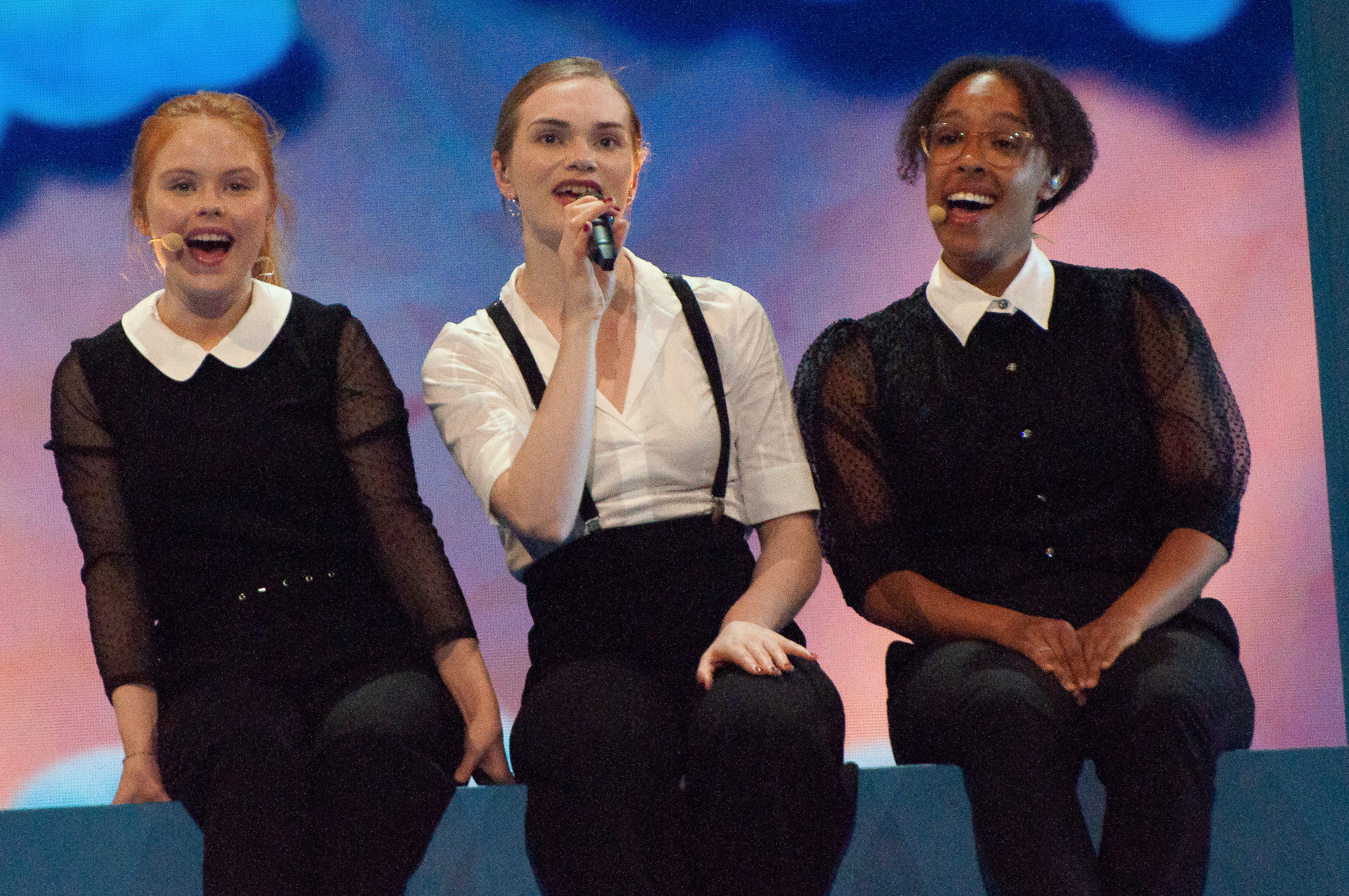
Leonora podczas 64. Konkursu Piosenki Eurowizji, maj 2019

### Od 2020
W styczniu 2020 telewizja DR ogłosiła listę uczestników kolejnej edycji programu Dansk Melodi Grand Prix, którymi zostali: Ben and Tan, Benjamin Kissi, Emil, Isam B, Jamie Talbot, Jasmin Rose feat. RoxorLoops, Kenny Duerlund, Maja og de Sarte Sjæle, Mielou, Nick Jones, Samsara, Sander Sanchez, Søren Okholm i Sys Bjerre. Ostatecznie, decyzją internautów, do finału zostało zakwalifikowanych 10 wykonawców: Isam B, Ben & Tan, Maja og de Sarte Sjæle, Benjamin Kissi, Emil, Sys Bjerre, Jamie Talbot, Sander Sanchez, Kenny Duerlund i Jasmin Rose feat. RoxorLoops. W zorganizowanym 7 marca finale zwyciężył duet Ben i Tan z piosenką „Yes”, otrzymując 61% głosów od telewidzów, dzięki czemu zostali reprezentantami Danii w 65. Konkursie Piosenki Eurowizji organizowanym w Rotterdamie. 18 marca Europejska Unia Nadawców poinformowała o odwołaniu konkursu z powodu pandemii COVID-19. Telewizja zdecydowała się wyłonić nowego reprezentanta na Konkurs Piosenki Eurowizji 2021, po czym od 29 października do 20 listopada 2020 przyjmowała zgłoszenia do festiwalu Dansk Melodi Grand Prix. 10 lutego 2021 organizatorzy ujawnili w trakcie radiowych audycji P3 Buffeten, Formiddag på 4'eren i P4 Play listę ośmiu finalistów selekcji, którymi zostali: Chief 1 and Thomas Buttenschøn, Nanna Olivia, The Cosmic Twins, Claudia Campagnol, Mike Tramp, Fyr og Flamme, Emma Nicoline i Jean Michel. 6 marca 2021 w finale wygrał duet Fyr og Flamme z utworem „Øve os på hinanden”, który stał się piosenką reprezentującą Danii w konkursie. 20 maja duet zamknął występem drugi półfinał Eurowizji i zajął 11. miejsce z dorobkiem 89 punktów, przez co nie awansował do finału.

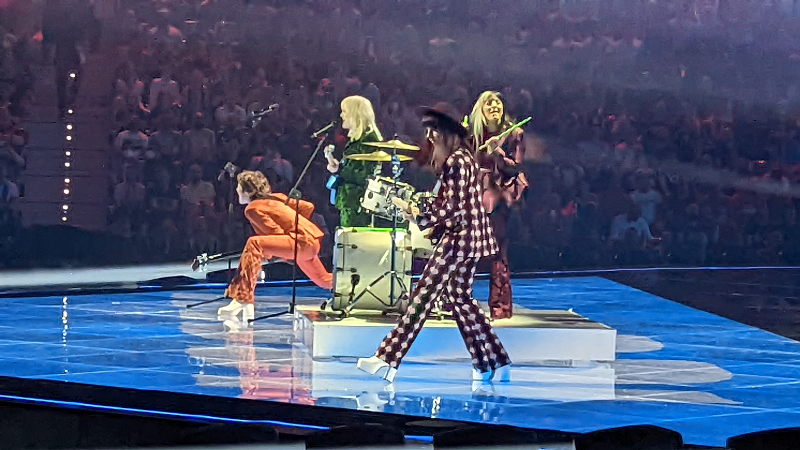
Zespół Reddi w czasie pierwszego półfinału 66. Konkursu Piosenki Eurowizji, maj 2022

W 2022 reprezentant Danii został tradycyjnie wyłoniony poprzez program Dansk Melodi Grand Prix. 10 lutego 2022 ujawniono listę finalistów konkursu, którymi zostali: Conf3ssions, Der Var Engang, Fuld Effekt, Josie Elinor i Jack Warren, Juncker, Morten Fillipsen, Patrick Dorgan i Reddi. 5 marca 2022 w finale eliminacji wygrał żeński zespół Reddi z utworem „The Show”. 10 maja reprezentantki wystąpiły w pierwszym półfinale 66. Konkursu Piosenki Eurowizji, jednak nie zakwalifikowały się do finału po zdobyciu 13 miejsca z 54 punktami.

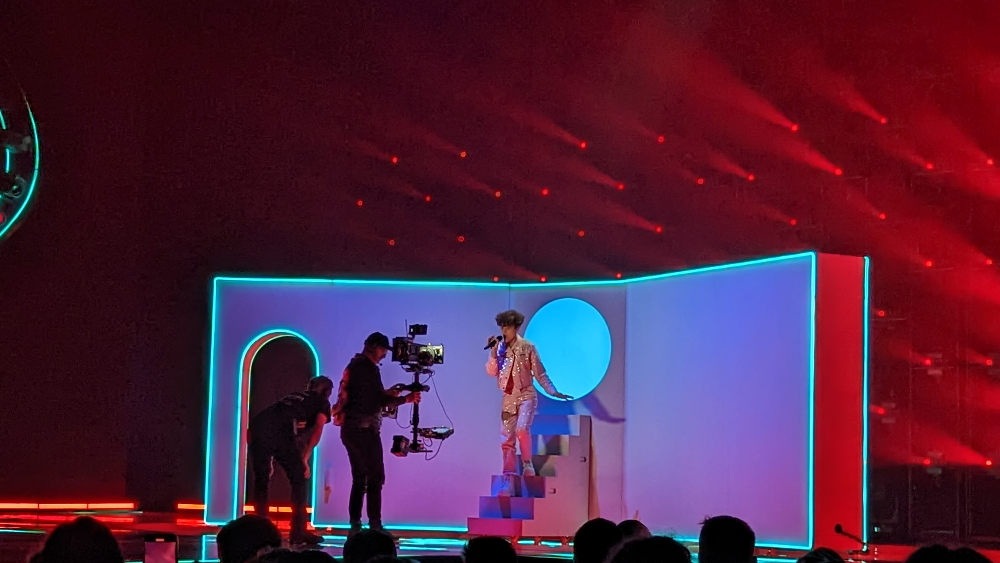
Reiley podczas występu na próbie generalnej drugiego półfinału 67. Konkursu Piosenki Eurowizji, maj 2023

W sierpniu 2022 roku duński nadawca publiczny potwierdził swój udział w 67. Konkursie Piosenki Eurowizji i poinformował, że reprezentant kraju ponownie zostanie wybrany za pomocą selekcji Dansk Melodi Grand Prix, 19 stycznia 2023 roku ogłoszono artystów selekcji, są oni następujący: Søren Torpegaard Lund z utworem „Leg her”, Nicklas Sonne z utworem „Freedom”, maia maia z utworem „Beautiful Bullshit”, Eyaa z utworem „I Was Gonna Marry Him”, Frederik Leopold z utworem „Stuck On You”, Micky Skeel z utworem “Glansbillede”, Mariyah LeBerg z utworem “Human” oraz Reiley z utworem „Breaking My Heart”, któremu początkowo groziła dyskwalifikacja z programu. Ostatecznie w finale selekcji rozgrywanym 11 lutego wygrał Reiley z utworem „Breaking My Heart”. Artysta otworzył nim drugi półfinał konkursu 11 maja, jednak ostatecznie otrzymał 6 punktów, co przełożyło się na 14. miejsce i brak kwalifikacji do finału.

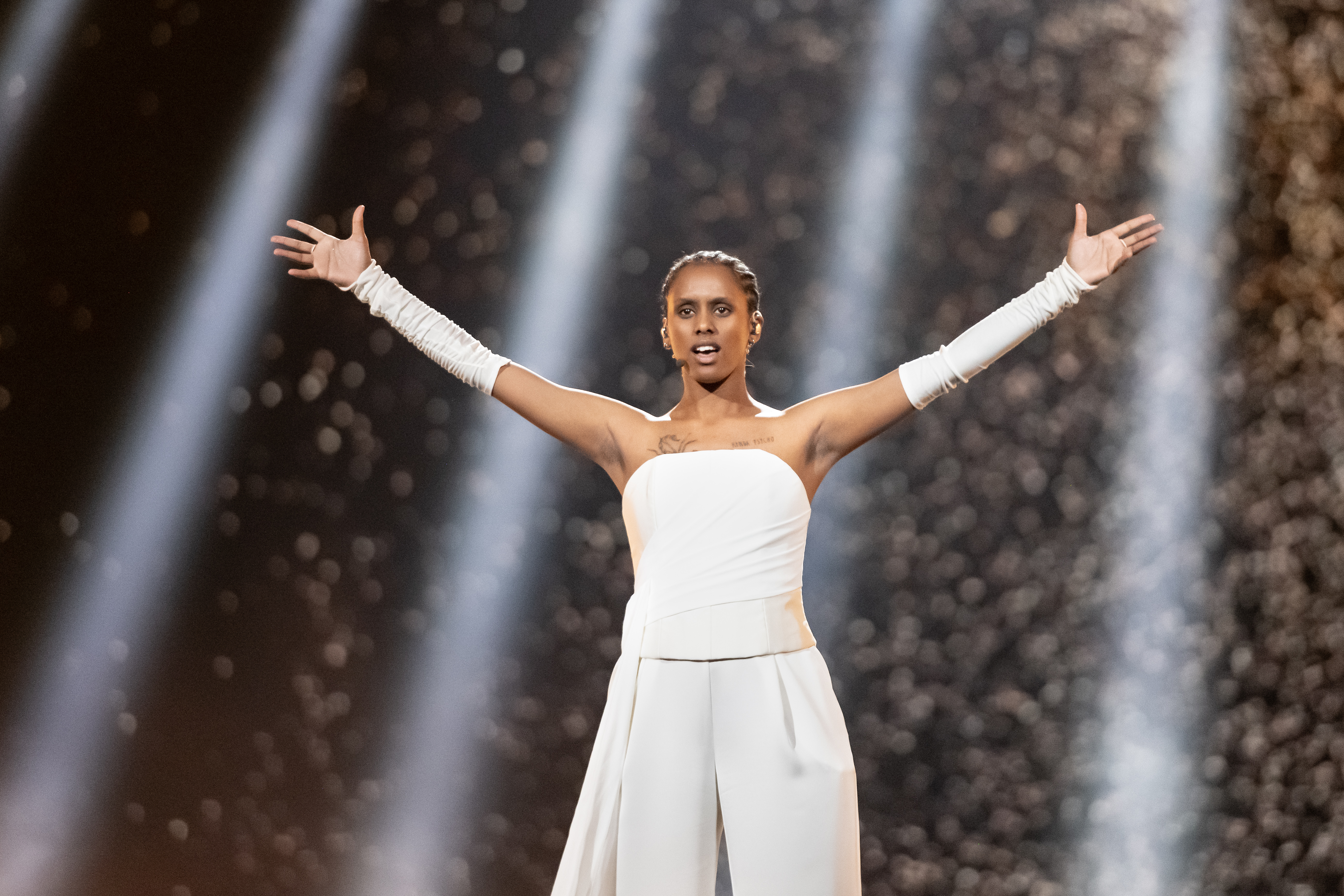
Saba podczas próby drugiego półfinału 68. Konkursu Piosenki Eurowizji, maj 2024

9 czerwca 2023 nadawca DR potwierdził udział w 68. Konkursie Piosenki Eurowizji, a reprezentant został ponownie wyłoniony za pomocą preselekcji Dansk Melodi Grand Prix. Na liście preselekcji znaleźli się następujący artyści: CHU CHU z utworem „The Chase (Zoom Zoom)”, Basim z utworem „Johnny”, Stella z utworem „Sign Here”, UBLU z utworem „Planetary Hearts”, RoseeLu z utworem „Real Love”, Janus Wiberg z utworem „I Need Your Love”, Saba z utworem „Sand” oraz Aura Dione z utworem „Mirrorball of Hope”. Ostatecznie zwyciężczynią preselekcji i tym samym reprezentantką Danii została Saba z utworem „Sand”. Artystka wystąpiła jako siódma w drugim półfinale konkursu i zajęła w nim 12. miejsce, przez co nie awansowała do finału.

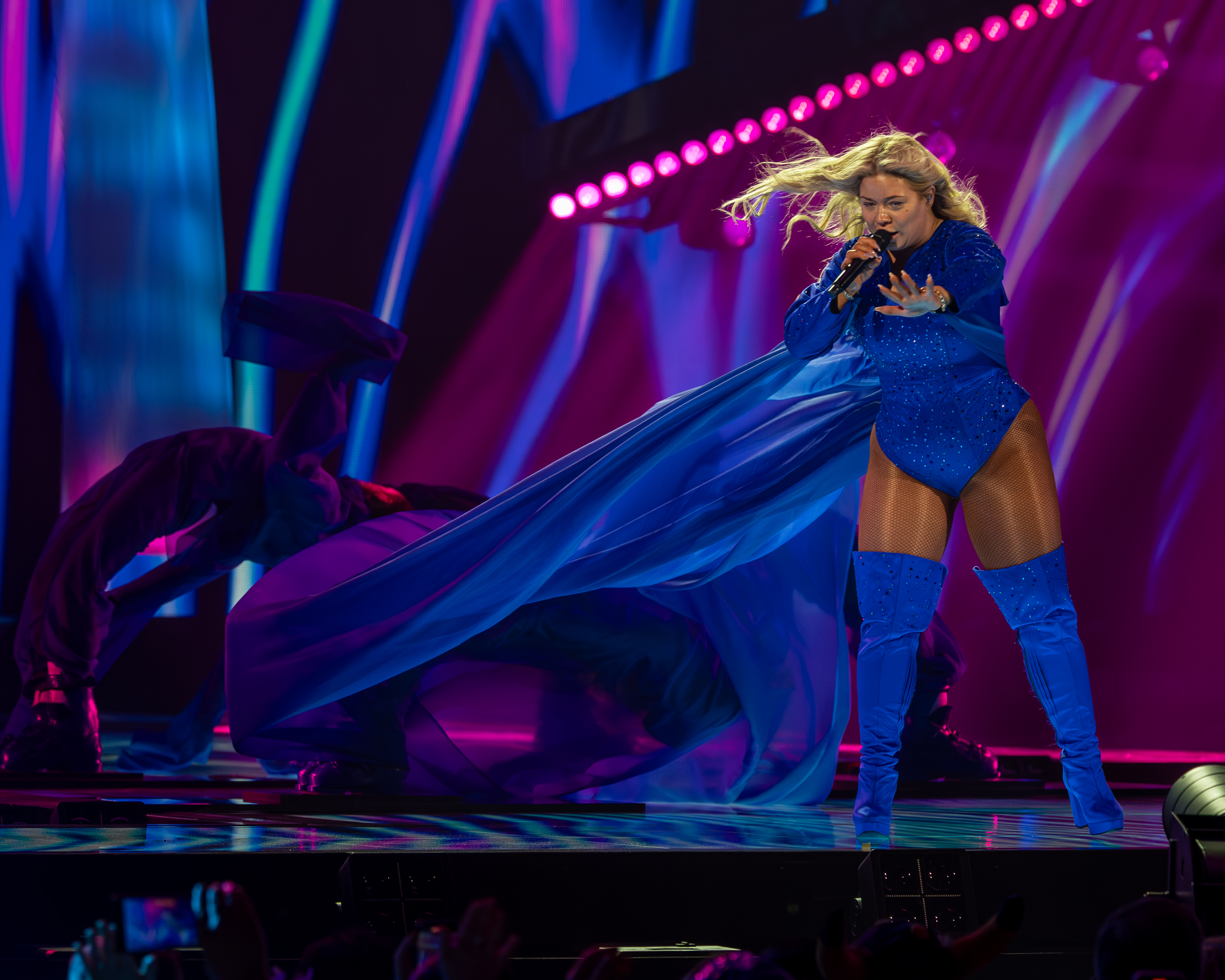
Sissal podczas 69. Konkursu Piosenki Eurowizji, maj 2025

6 maja 2024 duńska telewizja potwierdziła udział w 69. Konkursie Piosenki Eurowizji, który odbędzie się w Bazylei wraz z ogłoszeniem kolejnej edycji Dansk Melodi Grand Prix, która odbędzie się 1 marca 2025 roku. 6 lutego 2025 ogłoszono stawkę finalistów, wśród których znaleźli się: Adel the Second („The Unluckiest Boy Alive”), Andreas Kruse („Hear My Prayer”), Hervé Toure („Allez allez”), Maria Mathea („Air”), Mariya („I Belong to Me”), Max Ulver („Supernova”), Sissal („Hallucination”) oraz Tim Schou („Proud”). Zwyciężczynią eliminacji i reprezentantką Danii została Sissal z utworem „Hallucination”. 15 maja artystka wystąpiła w drugim półfinale konkursu w którym z ósmego miejsca awansowała do finału. Tym samym Dania znalazła się w finale konkursu po raz pierwszy od 2019 roku. 17 maja wokalistka wystąpiła jako 22. w finale konkursu, gdzie zdobyła 23. miejsce z dorobkiem 47 punktów w tym 45 pkt od jurorów (17. miejsce) i 2 pkt od telewidzów (24. miejsce).
23 maja 2025 duński nadawca publiczny DR potwierdził udział Danii w 70. Konkursie Piosenki Eurowizji w Wiedniu, a także że reprezentant zostanie ponownie wyłoniony za pomocą kolejnej edycji Dansk Melodi Grand Prix, która odbędzie się 14 lutego 2026 roku.

## Uczestnictwo
Dania uczestniczy w Konkursie Piosenki Eurowizji od 1957 i do tej pory wzięła w nim udział 51 razy. Poniższa tabela uwzględnia nazwiska wszystkich duńskich reprezentantów, tytuły konkursowych piosenek oraz wyniki w poszczególnych latach:
| Rok                                   | Artysta                          | Piosenka                           | Finał              | Finał              | Półfinał                    | Półfinał                    |
| Rok                                   | Artysta                          | Piosenka                           | Miejsce            | Punkty             | Miejsce                     | Punkty                      |
| ------------------------------------- | -------------------------------- | ---------------------------------- | ------------------ | ------------------ | --------------------------- | --------------------------- |
| 1957                                  | Birthe Wilke i Gustav Winckler   | „Skibet skal sejle i nat”          | 3                  | 10                 | Brak rundy półfinałowej     | Brak rundy półfinałowej     |
| 1958                                  | Raquel Rastenni                  | „Jeg rev et blad ud af min dagbog” | 8                  | 3                  | Brak rundy półfinałowej     | Brak rundy półfinałowej     |
| 1959                                  | Birthe Wilke                     | „Uh, jeg ville ønske jeg var dig”  | 5                  | 12                 | Brak rundy półfinałowej     | Brak rundy półfinałowej     |
| 1960                                  | Katy Bødtger                     | „Det var en yndig tid”             | 10                 | 4                  | Brak rundy półfinałowej     | Brak rundy półfinałowej     |
| 1961                                  | Dario Campeotto                  | „Angelique”                        | 5                  | 12                 | Brak rundy półfinałowej     | Brak rundy półfinałowej     |
| 1962                                  | Ellen Winther                    | „Vuggevise”                        | 10                 | 2                  | Brak rundy półfinałowej     | Brak rundy półfinałowej     |
| 1963                                  | Grethe i Jørgen Ingmannowie      | „Dansevise”                        | 1                  | 42                 | Brak rundy półfinałowej     | Brak rundy półfinałowej     |
| 1964                                  | Bjørn Tidmand                    | „Sangen om dig”                    | 9                  | 4                  | Brak rundy półfinałowej     | Brak rundy półfinałowej     |
| 1965                                  | Birgit Brüel                     | „For Din Skyld”                    | 7                  | 10                 | Brak rundy półfinałowej     | Brak rundy półfinałowej     |
| 1966                                  | Ulla Pia                         | „Stop – mens legen er go'”         | 14                 | 4                  | Brak rundy półfinałowej     | Brak rundy półfinałowej     |
| Brak reprezentanta w latach 1967–1977 |                                  |                                    |                    |                    | Brak rundy półfinałowej     | Brak rundy półfinałowej     |
| 1978                                  | Mabel                            | „Boom Boom”                        | 16                 | 13                 | Brak rundy półfinałowej     | Brak rundy półfinałowej     |
| 1979                                  | Tommy Seebach                    | „Disco Tango”                      | 6                  | 76                 | Brak rundy półfinałowej     | Brak rundy półfinałowej     |
| 1980                                  | Bamses Venner                    | „Tænker altid på dig”              | 14                 | 25                 | Brak rundy półfinałowej     | Brak rundy półfinałowej     |
| 1981                                  | Tommy Seebach i Debbie Cameron   | „Krøller eller ej”                 | 11                 | 41                 | Brak rundy półfinałowej     | Brak rundy półfinałowej     |
| 1982                                  | Brixx                            | „Video, Video”                     | 17                 | 5                  | Brak rundy półfinałowej     | Brak rundy półfinałowej     |
| 1983                                  | Gry Johansen                     | „Kloden drejer”                    | 17                 | 16                 | Brak rundy półfinałowej     | Brak rundy półfinałowej     |
| 1984                                  | Hot Eyes                         | „Det lige det”                     | 4                  | 101                | Brak rundy półfinałowej     | Brak rundy półfinałowej     |
| 1985                                  | Hot Eyes                         | „Sku’ du spørg’ fra no’en?”        | 11                 | 41                 | Brak rundy półfinałowej     | Brak rundy półfinałowej     |
| 1986                                  | Trax                             | „Du er fuld af løgn”               | 6                  | 77                 | Brak rundy półfinałowej     | Brak rundy półfinałowej     |
| 1987                                  | Anne-Cathrine Herdorf i Drengene | „En lille melodi”                  | 5                  | 83                 | Brak rundy półfinałowej     | Brak rundy półfinałowej     |
| 1988                                  | Hot Eyes                         | „Ka’ du se hva’ jeg sa’?”          | 3                  | 92                 | Brak rundy półfinałowej     | Brak rundy półfinałowej     |
| 1989                                  | Birthe Kjær                      | „Vi maler byen rød”                | 3                  | 111                | Brak rundy półfinałowej     | Brak rundy półfinałowej     |
| 1990                                  | Lonnie Devantier                 | „Hallo Hallo”                      | 8                  | 64                 | Brak rundy półfinałowej     | Brak rundy półfinałowej     |
| 1991                                  | Anders Frandsen                  | „Lige der hvor hjertet slår”       | 19                 | 8                  | Brak rundy półfinałowej     | Brak rundy półfinałowej     |
| 1992                                  | Lotte Nilsson i Kenny Lübcke     | „Alt det som ingen ser”            | 12                 | 47                 | Brak rundy półfinałowej     | Brak rundy półfinałowej     |
| 1993                                  | Tommy Seebach Band               | „Under stjernerne på himlen”       | 22                 | 9                  | Kvalifikacija za Millstreet | Kvalifikacija za Millstreet |
| 1994                                  | Brak reprezentanta               | Brak reprezentanta                 | Brak reprezentanta | Brak reprezentanta | Brak rundy półfinałowej     | Brak rundy półfinałowej     |
| 1995                                  | Aud Wilken                       | „Fra Mols til Skagen”              | 5                  | 92                 | Brak rundy półfinałowej     | Brak rundy półfinałowej     |
| 1996                                  | Dorthe Andersen i Martin Loft    | „Kun med dig”                      | –                  | –                  | 25                          | 22                          |
| 1997                                  | Kølig Kaj                        | „Stemmen i mit liv”                | 16                 | 25                 | Brak rundy półfinałowej     | Brak rundy półfinałowej     |
| 1998                                  | Brak reprezentanta               | Brak reprezentanta                 | Brak reprezentanta | Brak reprezentanta | Brak rundy półfinałowej     | Brak rundy półfinałowej     |
| 1999                                  | Michael Teschl i Trine Jepsen    | „This Time I Mean It”              | 8                  | 71                 | Brak rundy półfinałowej     | Brak rundy półfinałowej     |
| 2000                                  | Olsen Brothers                   | „Fly on the Wings of Love”         | 1                  | 195                | Brak rundy półfinałowej     | Brak rundy półfinałowej     |
| 2001                                  | Rollo & King                     | „Never Ever Let You Go”            | 2                  | 177                | Brak rundy półfinałowej     | Brak rundy półfinałowej     |
| 2002                                  | Malene Mortensen                 | „Tell Me Who You Are”              | 24                 | 7                  | Brak rundy półfinałowej     | Brak rundy półfinałowej     |
| 2003                                  | Brak reprezentanta               | Brak reprezentanta                 | Brak reprezentanta | Brak reprezentanta | Brak rundy półfinałowej     | Brak rundy półfinałowej     |
| 2004                                  | Tomas Thordarson                 | „Shame on You”                     | –                  | –                  | 13                          | 56                          |
| 2005                                  | Jakob Sveistrup                  | „Talking to You”                   | 9                  | 125                | 3                           | 185                         |
| 2006                                  | Sidsel Ben Semmane               | „Twist of Love”                    | 18                 | 26                 | Top 11                      | Top 11                      |
| 2007                                  | DQ                               | „Drama Queen”                      | –                  | –                  | 19                          | 45                          |
| 2008                                  | Simon Mathew                     | „All Night Long”                   | 15                 | 60                 | 3                           | 112                         |
| 2009                                  | Brinck                           | „Believe Again”                    | 13                 | 74                 | 8                           | 69                          |
| 2010                                  | Chanée i N’evergreen             | „In a Moment Like This”            | 4                  | 149                | 5                           | 101                         |
| 2011                                  | A Friend in London               | „New Tomorrow”                     | 5                  | 134                | 2                           | 135                         |
| 2012                                  | Soluna Samay                     | „Should’ve Known Better”           | 23                 | 21                 | 9                           | 63                          |
| 2013                                  | Emmelie de Forest                | „Only Teardrops”                   | 1                  | 281                | 1                           | 167                         |
| 2014                                  | Basim                            | „Cliché Love Song”                 | 9                  | 74                 | Organizator                 | Organizator                 |
| 2015                                  | Anti Social Media                | „The Way You Are”                  | –                  | –                  | 13                          | 33                          |
| 2016                                  | Lighthouse X                     | „Soldiers of Love”                 | –                  | –                  | 17                          | 34                          |
| 2017                                  | Anja                             | „Where I Am”                       | 20                 | 77                 | 10                          | 101                         |
| 2018                                  | Rasmussen                        | „Higher Ground”                    | 9                  | 226                | 5                           | 204                         |
| 2019                                  | Leonora                          | „Love Is Forever”                  | 12                 | 120                | 10                          | 94                          |
| 2020                                  | Ben & Tan                        | „Yes”                              | Konkurs odwołany   | Konkurs odwołany   | Konkurs odwołany            | Konkurs odwołany            |
| 2021                                  | Fyr & Flamme                     | „Øve os på hinanden”               | –                  | –                  | 11                          | 89                          |
| 2022                                  | Reddi                            | „The Show”                         | –                  | –                  | 13                          | 55                          |
| 2023                                  | Reiley                           | „Breaking My Heart”                | –                  | –                  | 14                          | 6                           |
| 2024                                  | Saba                             | „Sand”                             | –                  | –                  | 12                          | 36                          |
| 2025                                  | Sissal                           | „Hallucination”                    | 23                 | 47                 | 8                           | 61                          |
| 2026                                  |                                  |                                    |                    |                    |                             |                             |

Legenda:
     1. miejsce

## Historia głosowania w finale (1957–2025)
Poniższe tabele pokazują, którym krajom Dania przyznaje w finale najwięcej punktów oraz od których państw duńscy reprezentanci otrzymują najwyższe noty.
| Lp. | Kraj            | Punkty |
| --- | --------------- | ------ |
| 1   | Szwecja         | 428    |
| 2   | Norwegia        | 209    |
| 3   | Niemcy          | 194    |
| 4   | Wielka Brytania | 170    |
| 5   | Szwajcaria      | 149    |

| Lp. | Kraj            | Punkty |
| --- | --------------- | ------ |
| 1   | Norwegia        | 221    |
| 2   | Szwecja         | 214    |
| 3   | Islandia        | 200    |
| 4   | Wielka Brytania | 145    |
| 5   | Holandia        | 142    |

## Konkursy Piosenki Eurowizji zorganizowane w Danii
Konkurs Piosenki Eurowizji odbył się w Danii trzy razy. Dzięki wygranej duetu Jørgena i Grethy Ingmannów w finale konkursu w 1963, duńska telewizja była gospodarzem Eurowizji 1964, której finał odbył się 21 marca w Tivolis Koncertsal. Koncert poprowadziła Lotte Wæver, a w trakcie przerwy na zliczenie głosów jurorskich zaprezentowała się grupa baletowa „Harlequinade”. Nagrania z koncertu nie są dostępne, ponieważ filmowe nagranie finału uległo zniszczeniu podczas pożaru siedziby DR w latach 70.; żaden inny nadawca nie zachował w archiwum nagrania.
W 2001, po 36 latach przerwy, nadawca DR ponownie zorganizował Eurowizję. Finał 46. konkursu odbył się na stadionie Parken, który pomieścił ok. 30 tys. ludzi, co dało mu rekord pod względem największej liczby widzów zgromadzonych podczas finałów Eurowizji. Koncert poprowadzili Natasja Crone Back i Søren Pilmark. Na otwarcie konkursu wystąpili Olsen Brothers, którzy zaśpiewali premierowy singiel „Walk Right Back”, a w trakcie trwania głosowania na scenie wystąpił zespół Aqua w towarzystwie Safri Duo.
Dzięki wygranej Emmelie de Forest w finale Eurowizji 2013, 59. konkurs odbył się w Danii. Koncerty odbyły się 6, 8 i 10 maja w B&W Hallerne w Kopenhadze, wszystkie trzy koncerty konkursowe poprowadzili: Nikolaj Koppel, Pilou Asbæk i Lise Rønne. Gospodarzami konferencji prasowych oraz ceremonii otwarcia zostali Ulla Essendrop i Abdel Aziz Mahmoud.
| Rok  | Miasto    | Miejsce            | Prowadzący                              | Źródło  |
| ---- | --------- | ------------------ | --------------------------------------- | ------- |
| 1964 | Kopenhaga | Tivolis Koncertsal | Lotte Wæver                             | [ 35 ]  |
| 2001 | Kopenhaga | Parken             | Natasja Crone Back i Søren Pilmark      | [ 4 ]   |
| 2014 | Kopenhaga | B&W Hallerne       | Nikolaj Koppel, Pilou Asbæk, Lise Rønne | [ 312 ] |

## Faworyt OGAE

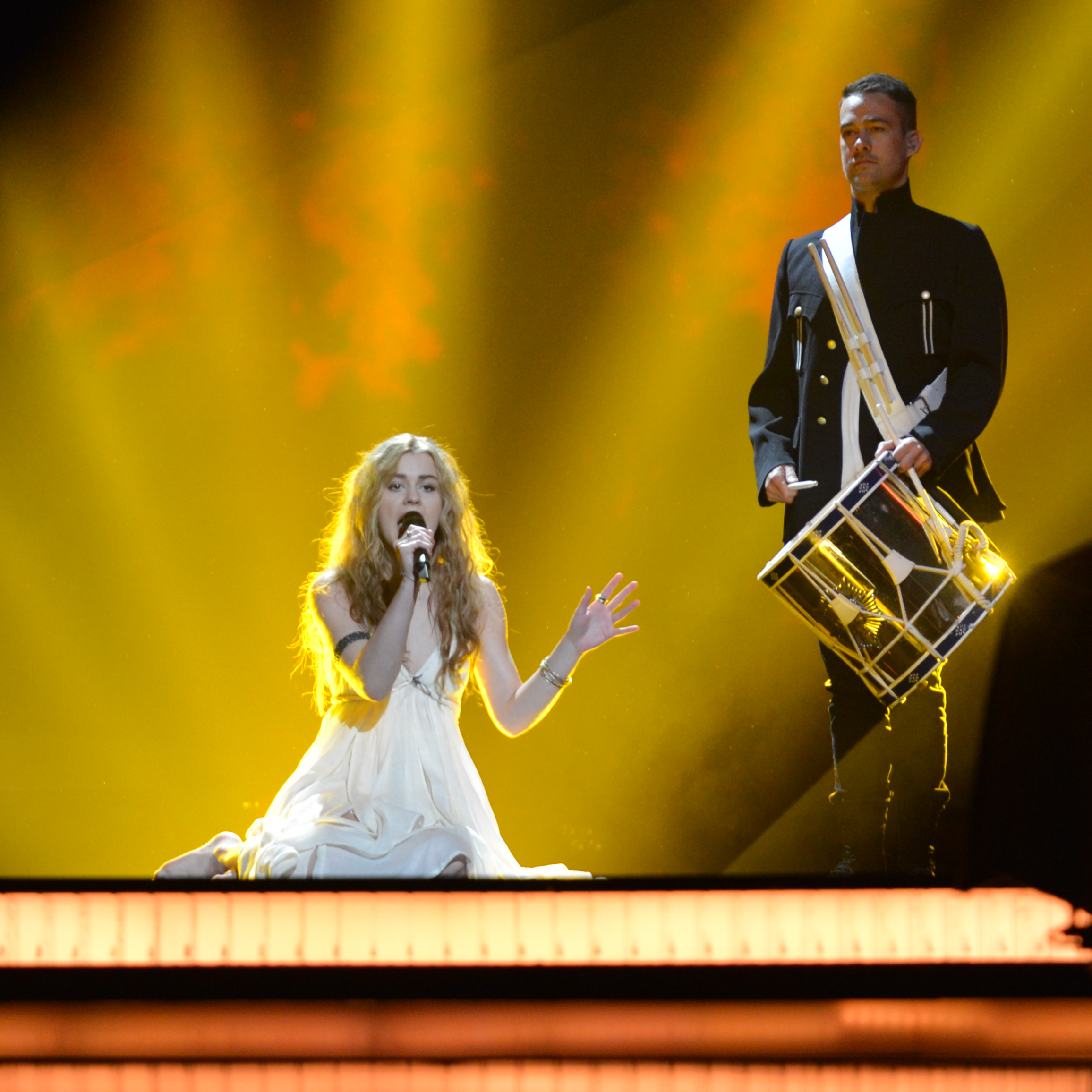
Emmelie de Forest podczas występu w pierwszym półfinale 58. Konkursu Piosenki Eurowizji, maj 2013

OGAE (fr. Organisation Générale des Amateurs de l’Eurovision, pol.: Stowarzyszenie Miłośników Konkursu Piosenki Eurowizji) – międzynarodowy fanklub Konkursu Piosenki Eurowizji założony przez Jari-Pekka Koikkalainena w 1984. Ma na celu szerzenie krajowej muzyki popularnej na całym świecie, promocję konkursu i utworzenie silnych relacji z krajowymi nadawcami.
Od 2007 OGAE przeprowadza przed każdym konkursem ankietę, w której każdy klub głosuje na wszystkie piosenki zgłoszone do danego konkursu, przy użyciu tzw. „systemu eurowizyjnego” (1–8, 10 i 12 pkt dla 10 najwyżej ocenionych utworów; klub nie może głosować na propozycję z własnego kraju).
Poniżej uwzględniono wszystkich duńskich zwycięzców plebiscytu:
| Rok  | Artysta              | Piosenka                | Kompozytor                                         |
| ---- | -------------------- | ----------------------- | -------------------------------------------------- |
| 2010 | Chanée i N’Evergreen | „In a Moment Like This” | Thomas G:son Henrik Sethsson Erik Bernholm         |
| 2013 | Emmelie de Forest    | „Only Teardrops”        | Lise Cabble Julia Fabrin Jakobsen Thomas Steengard |

## Gratulacje: 50 lat Konkursu Piosenki Eurowizji
W październiku 2005 w Kopenhadze odbył się specjalny koncert jubileuszowy Gratulacje: 50 lat Konkursu Piosenki Eurowizji, który został zorganizowany przez EBU z okazji 50-lecia Konkursu Piosenki Eurowizji. W trakcie koncertu odbył się plebiscyt na najlepszą piosenkę w całej historii imprezy. W stawce konkursowej znalazła się m.in. duńska propozycja „Fly on the Wings of Love” braci Olsen, która wygrała 45. Konkurs Piosenki Eurowizji w 2000. Utwór zajął ostatecznie szóste miejsce z 111 punktami na koncie.